# Quận Brčko

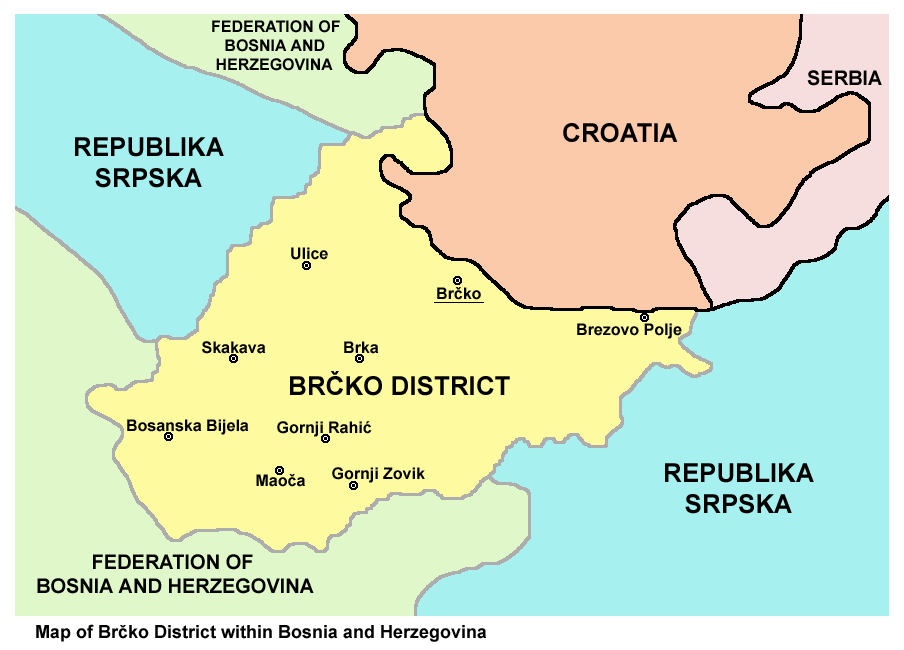
Vị trí của Quận Brčko (vàng) trong Bosnia và Herzegovina (xanh)

Lãnh thổ của Liên bang Bosna và Hercegovina (xanh lục) và Cộng hoà Srpska (xanh lam) trước Hoà ước Dayton cùng với ranh giới Hoà ước định ra (đỏ)

Bản đồ

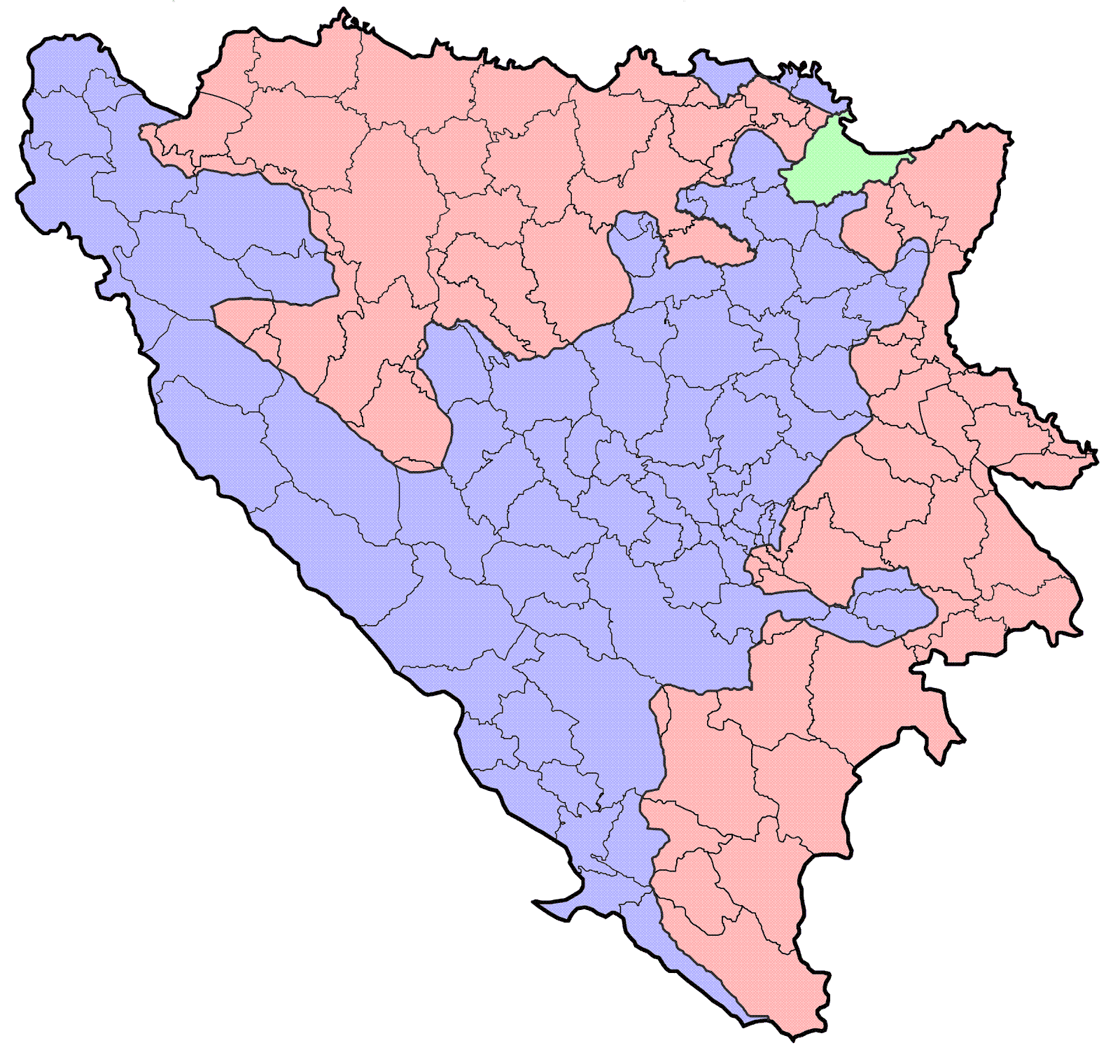
Quận Brčko chiếm lãnh thổ có màu xanh lá cây trong hình, Liên bang Bosnia và Herzegovina chiếm lãnh thổ có màu xanh lam và Cộng hòa Serbia của Bosnia có màu đỏ.

Quận Brčko (tiếng Bosna, tiếng Croatia và tiếng Serbia: Brčko distrikt, tiếng Serbia chữ Kirin: Брчко дистрикт) nằm ở phía đông bắc của Bosna và Hercegovina là một quận trung lập, tự trị và nằm dưới chủ quyền của Bosna và Hercegovina. Về mặt chính thức, quận thuộc về cả hai thực thể của đất nước này là Cộng hòa Srpska và Liên bang Bosna và Hercegovina. Thực thể này được thành lập vào năm 1999 để phản ánh bản chất đa sắc tộc và địa vị đặc biệt của nó và các khu vực xung quanh trong đất nước Bosnia mới độc lập. Trên thực tế, Quận Brčko hoạt động như một khu vực tự trị địa phương, giống như các thành phố tự trị khác trong cả nước. Thủ phủ của quận này là thành phố Brčko. Huyện có diện tích 208 km² với tổng dân số khoảng 87.332 người (ước tính năm 2007). Thủ phủ của nó là thành phố Brčko, với khoảng 31.500 cư dân (ước tính năm 2007).

## Lịch sử
Quận Brčko được thành lập sau một quá trình phân xử do Đại diện Cấp cao của Bosnia và Herzegovina đảm nhiệm. Tuy nhiên, theo Hiệp định Hòa bình Dayton, quy trình này chỉ có thể phân xử phần tranh chấp của đường ranh giới giữa các thực thể (IEBL). Quận Brčko được hình thành từ toàn bộ lãnh thổ của đô thị Brčko cũ, trong đó 48% (bao gồm cả thành phố Brčko) thuộc Cộng hoà Srpska mới được thành lập, trong khi 52% thuộc Liên bang Bosnia và Herzegovina cũ. Kể từ khi Chiến tranh Bosnia kết thúc, Liên minh châu Âu đã duy trì sự hiện diện ngoại giao nhằm gìn giữ hòa bình trong khu vực.
Quận Brčko là thành tố duy nhất trong Hiệp định Hòa bình Dayton chưa được hoàn tất. Thỏa thuận này đã được hoàn tất vào tháng 3 năm 1999, dẫn đến một "khu vực" như đã đề cập ở trên sẽ được điều hành bởi một Phó Đại diện cấp cao chính người Mỹ, đồng thời là Giám sát viên Quốc tế Brčko.
Vào năm 2006, theo Lệnh Giám sát, tất cả "Luật pháp nhân ở Quận Brčko và IEBL" đã bị bãi bỏ. Phán quyết do Giám sát viên Brčko Susan Johnson đưa ra bãi bỏ tất cả Luật pháp nhân trong Học khu, cũng như bãi bỏ Đường biên giới pháp nhân. Phán quyết này làm cho Luật của Quận và Luật của Nhà nước Bosnia và Herzegovina (bao gồm cả luật của Cộng hòa Xã hội Chủ nghĩa Bosnia và Herzegovina) trong thực thể này.
Giám sát viên Quốc tế Brčko đầu tiên đến vào tháng 4 năm 1997. Trước đó, Tổ chức An ninh và Hợp tác châu Âu (OSCE) có một văn phòng khiêm tốn do Randolph Hampton đứng đầu. Trong thời gian tạm thời trước khi Quận Brčko có thể được đại diện sau thỏa thuận, các cuộc bầu cử địa phương đã được tổ chức và cứu trợ nhân đạo được cung cấp với sự hợp tác của Cơ quan Phát triển Quốc tế Hoa Kỳ (USAID) và ECHO. Học khu được biết đến như một trung tâm cho các chương trình xây dựng nhà nước khác nhau do các chính phủ nước ngoài, đặc biệt là do Hoa Kỳ điều hành.
Sau cuộc họp của Hội đồng Thực thi Hòa bình (PIC) vào ngày 23 tháng 5 năm 2012, nó đã được quyết định đình chỉ, không chấm dứt nhiệm vụ của Giám sát viên Quốc tế Brčko. Tòa án trọng tài Brčko, cùng với Cơ quan giám sát Brčko bị đình chỉ, vẫn tiếp tục tồn tại.

## Điều lệ trong Liên đoàn
Quận Brčko, mặc dù về mặt lý thuyết được quản lý bởi cả hai thực thể liên bang Bosnia, nhưng trên thực tế là một thực thể thứ ba của Cộng hòa Bosnia và Herzegovina, có các quyền giống như Cộng hòa Serbia của Bosnia và Liên bang Bosnia và Herzegovina.
Brčko nằm dưới sự quản lý trực tiếp của Liên bang, nhưng quận được coi là lãnh thổ tự do, nghĩa là dưới sự quản lý của cả hai thực thể liên bang, hoặc thậm chí là lãnh thổ chung giữa chúng, dưới dạng chung cư .

## Biên giới
Brčko giáp phía nam và tây bắc bởi Liên bang Bosnia và Herzegovina, phía đông và tây giáp Cộng hòa Serb Bosnia, phía bắc giáp Cộng hòa Croatia và về phía đông bắc với Cộng hòa Serbia.

## Dân cư

### 1971
Tổng số 74.771
- Người Bosna - 30.181 (40,36%)
- Người Croatia - 24.925 (33,33%)
- người Serb - 17.709 (23,68%)
- Người Nam Tư - 1.086 (1,45%)
- Khác - 870 (1.18%)

### 1991
Trước chiến tranh Quận Brčko có 87.332 cư dân, bao gồm:
- 45% Người Bosna
- 25% Người Croatia
- 21% người Serb
- 6% Người Nam Tư
- 3% Khác

### 1997
Dân số toàn huyện là 33 623 người, bao gồm:
- Bosniak - 10 569 (31,39%)
- Người Croatia - 2650 (7,81%)
- Người Serb - 18 193 (52,09%)
- Nam Tưs 5 %
- Khác - 0,4%

### 2006
Dân số toàn huyện ước tính khoảng 78 863 người, phân bố như sau:
- Bosniak - 32 332 (43,95%)
- Người Croatia - 7919 (11,50%)
- Người Serb - 38 618 (46,55%)

điều tra dân số năm 1961

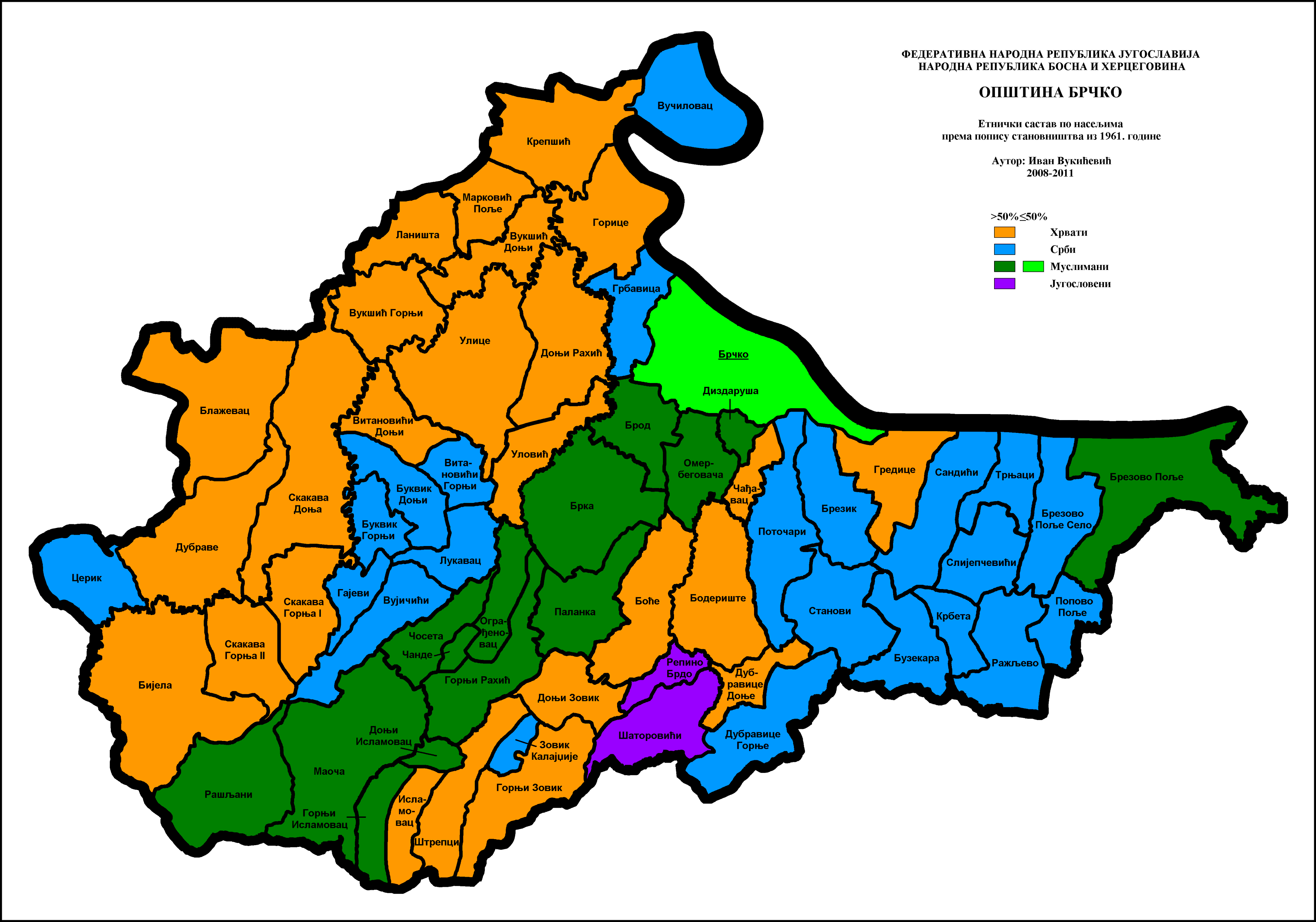
Cấu trúc dân tộc Brcko theo khu định cư 1961
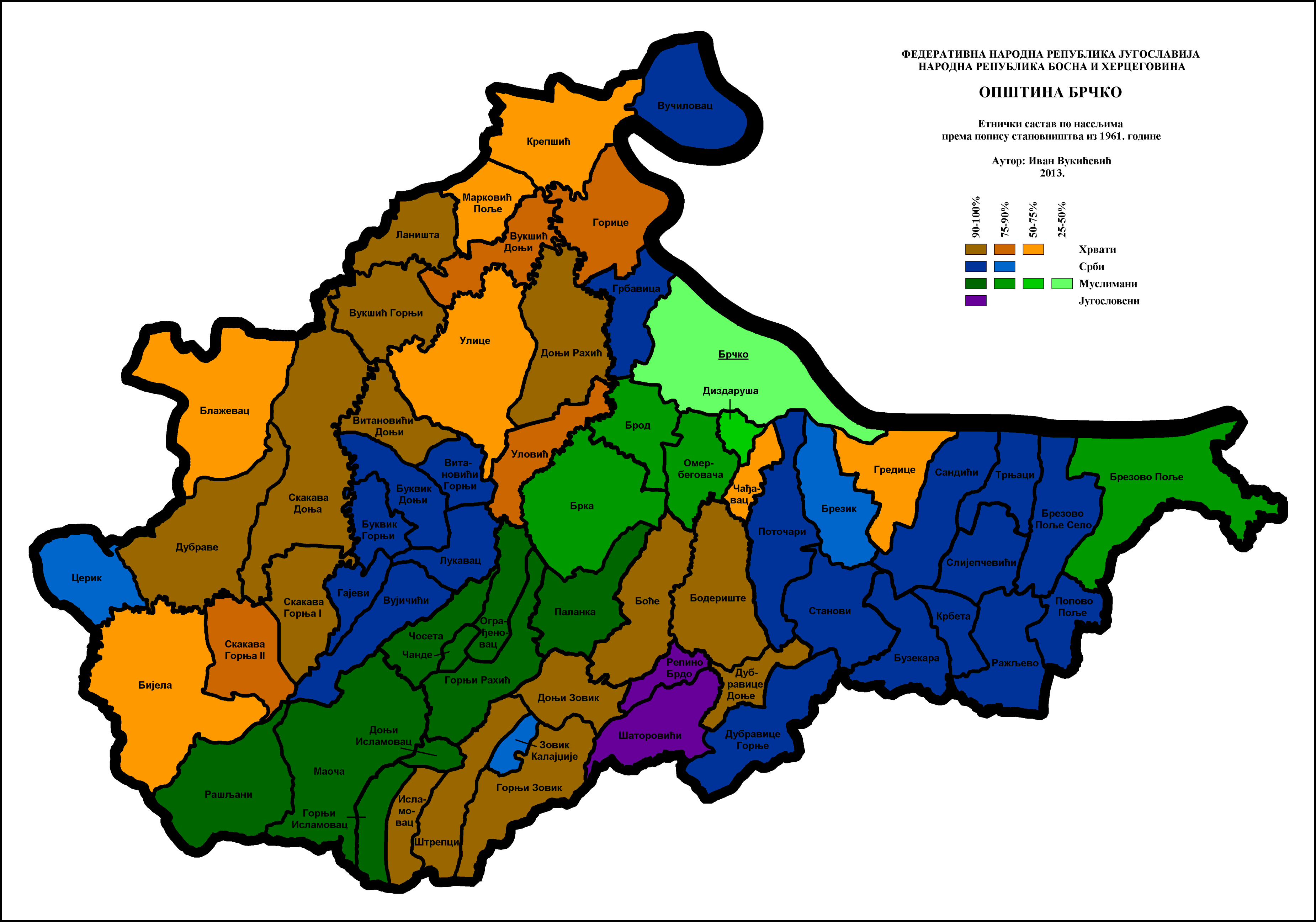
Cấu trúc dân tộc Brcko theo khu định cư 1961
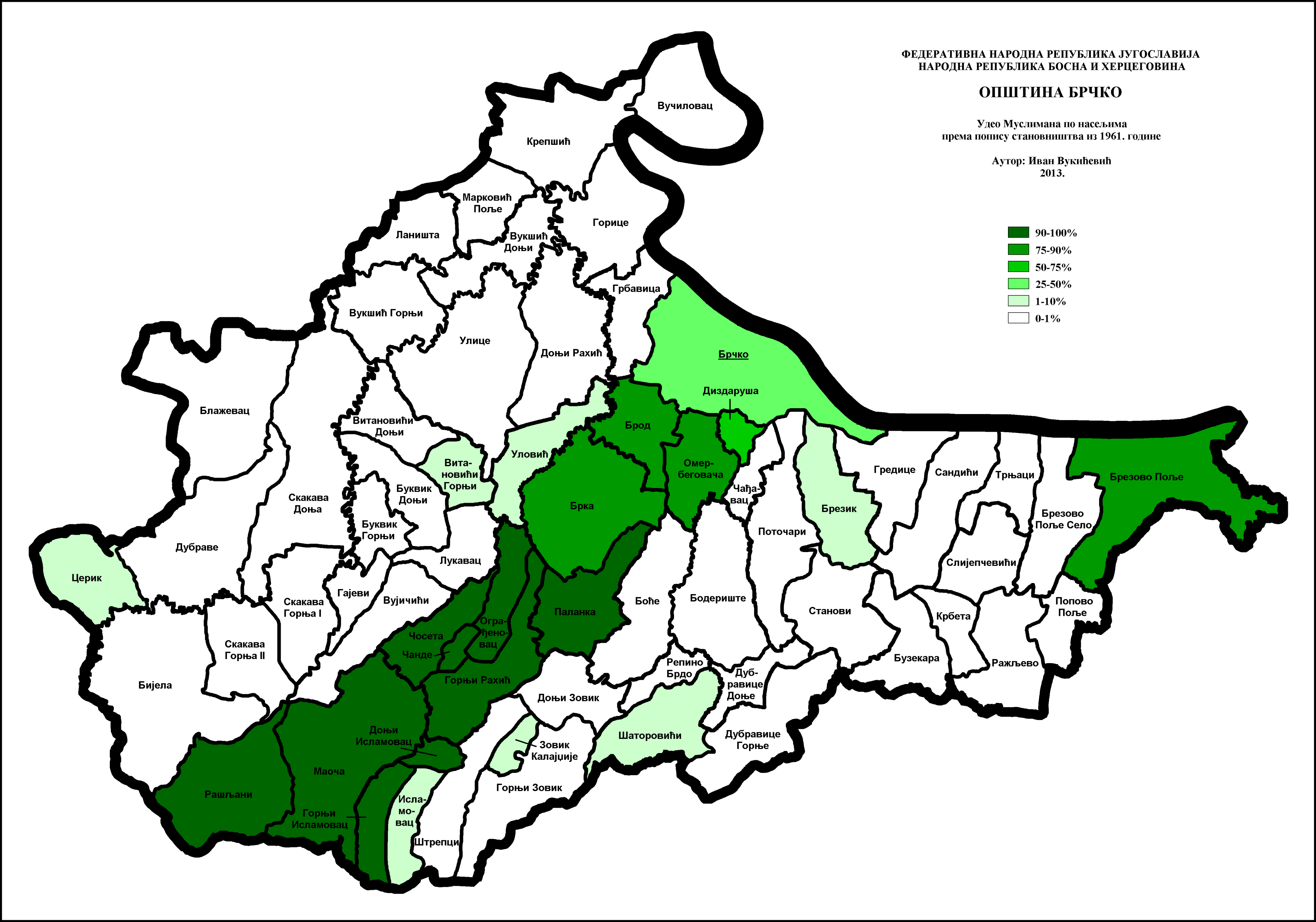
Tỷ lệ người Bosnia ở Brčko theo khu định cư 1961
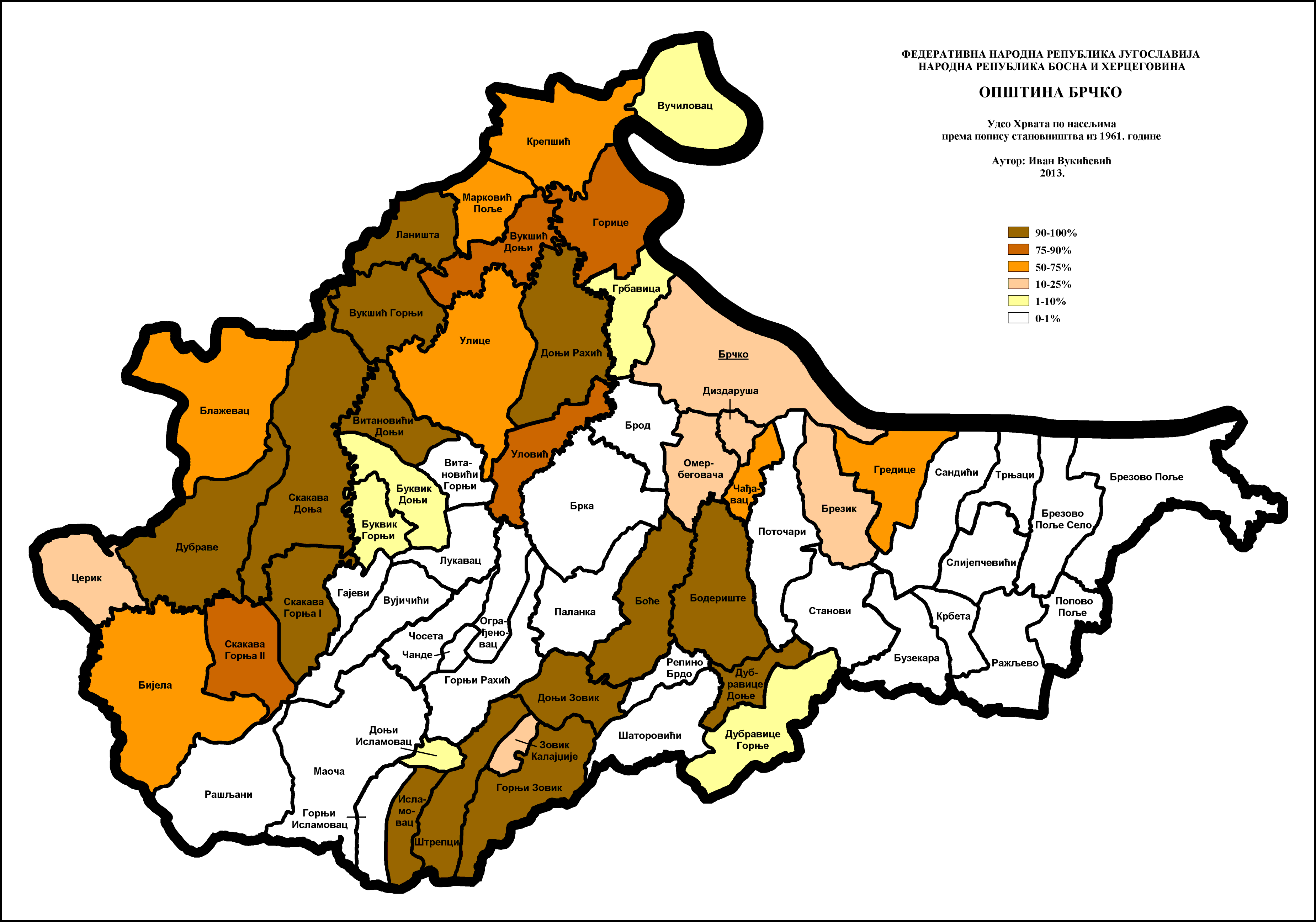
Tỷ lệ người Croatia ở Brčko theo khu định cư năm 1961
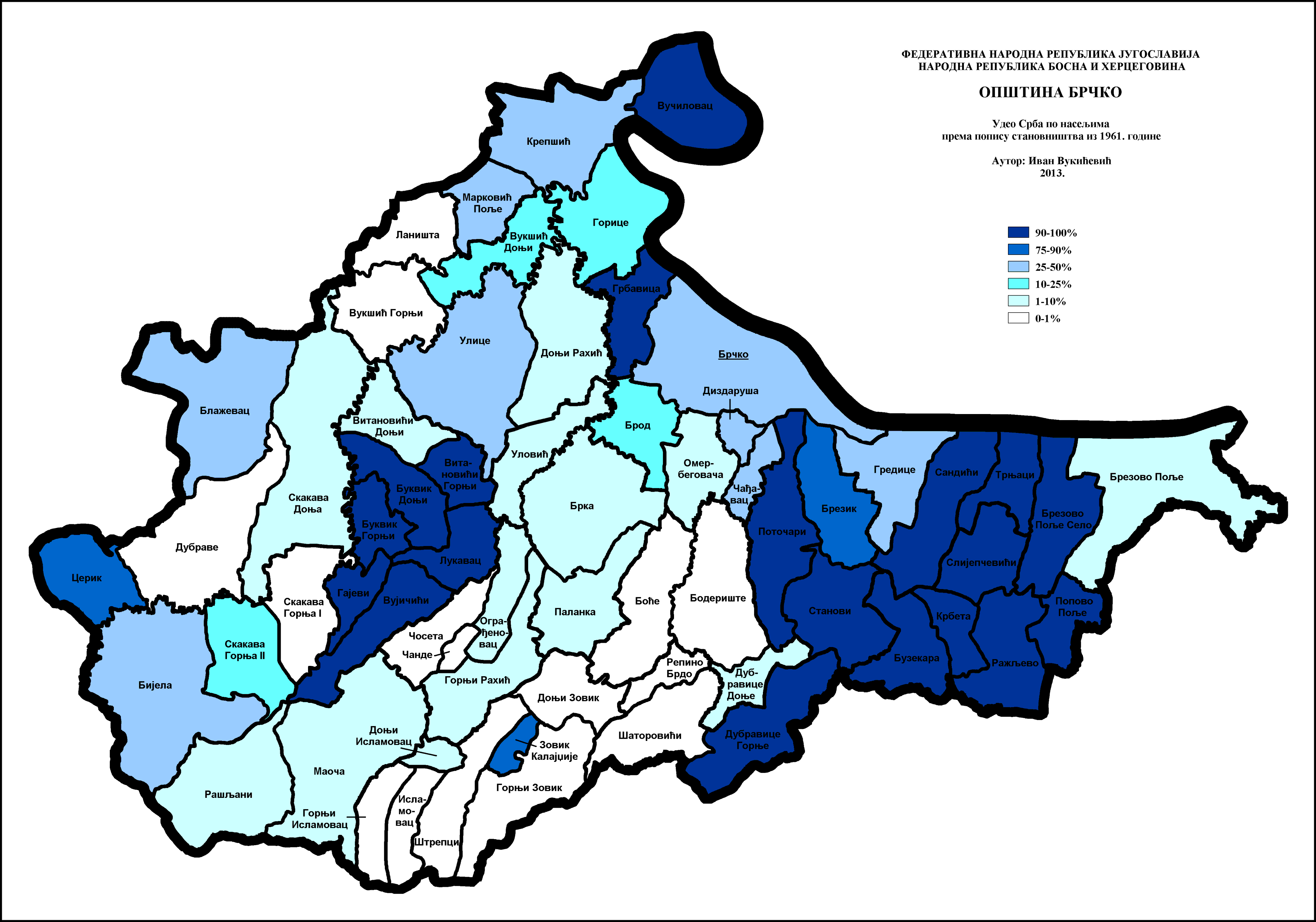
Tỷ lệ người Serb ở Brčko theo khu định cư năm 1961

điều tra dân số năm 1971

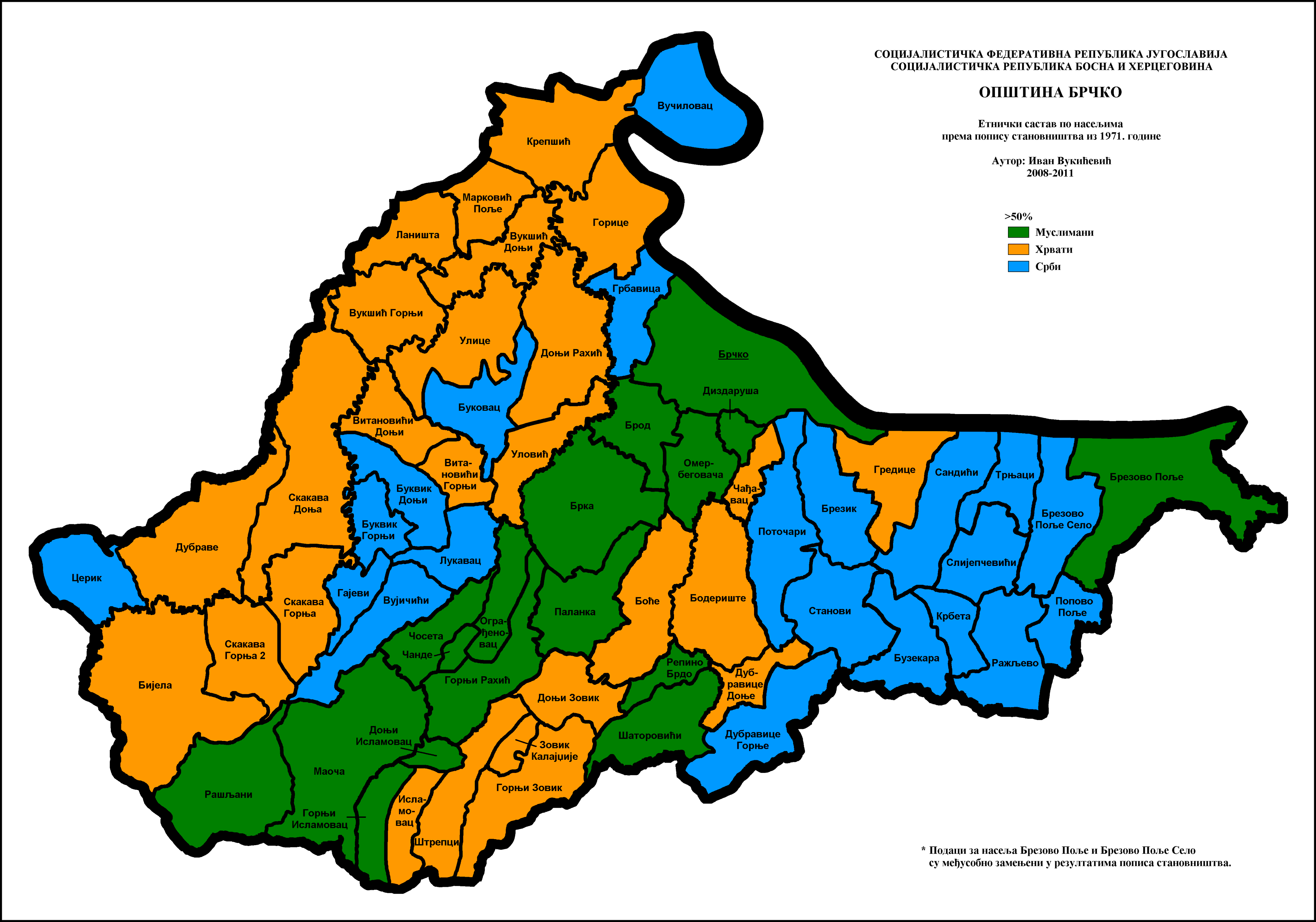
Cấu trúc dân tộc Brcko theo khu định cư 1971
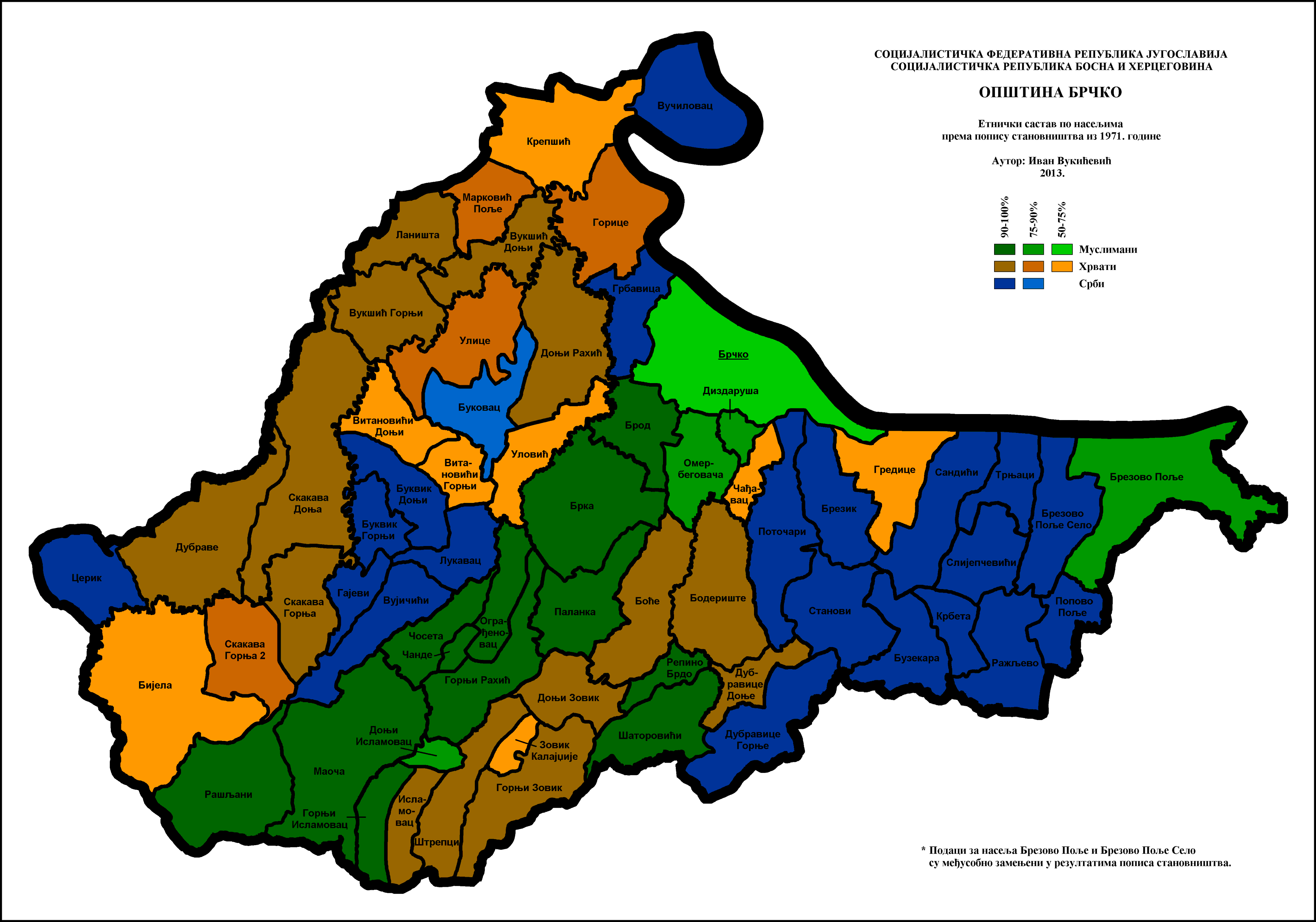
Cấu trúc dân tộc Brcko theo khu định cư 1971
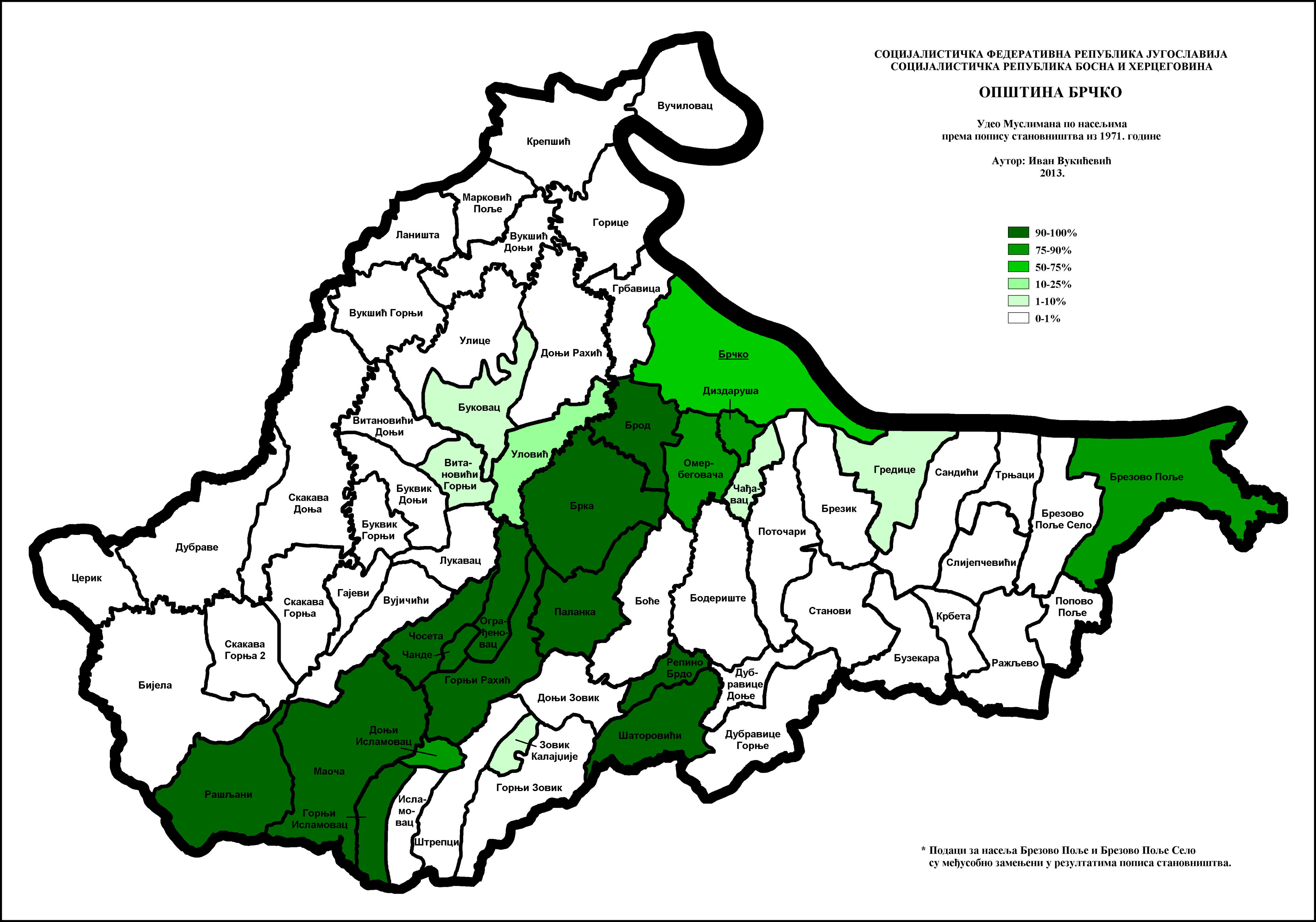
Tỷ lệ người Bosnia ở Brčko theo khu định cư 1971
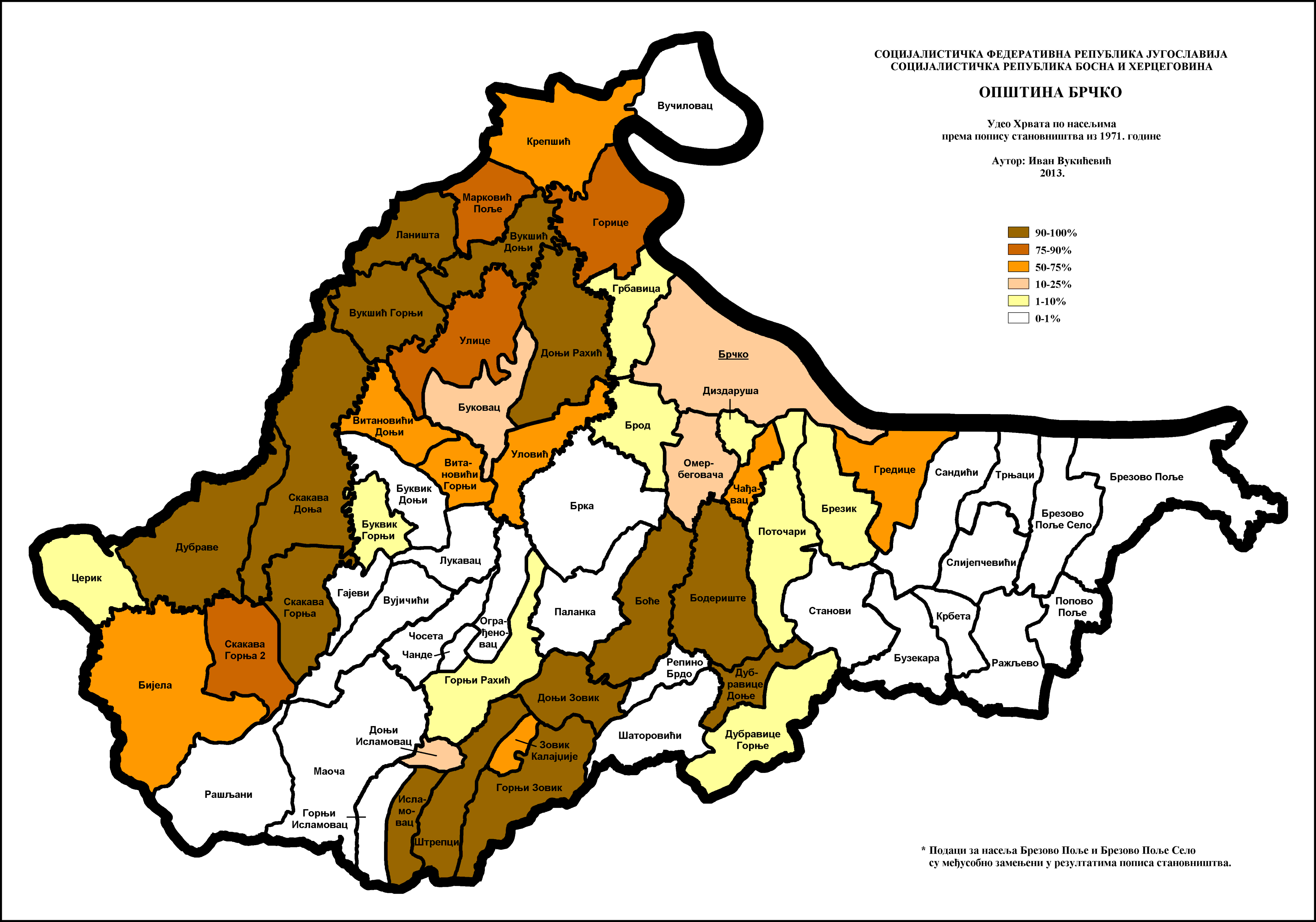
Tỷ lệ người Croatia ở Brčko theo khu định cư năm 1971
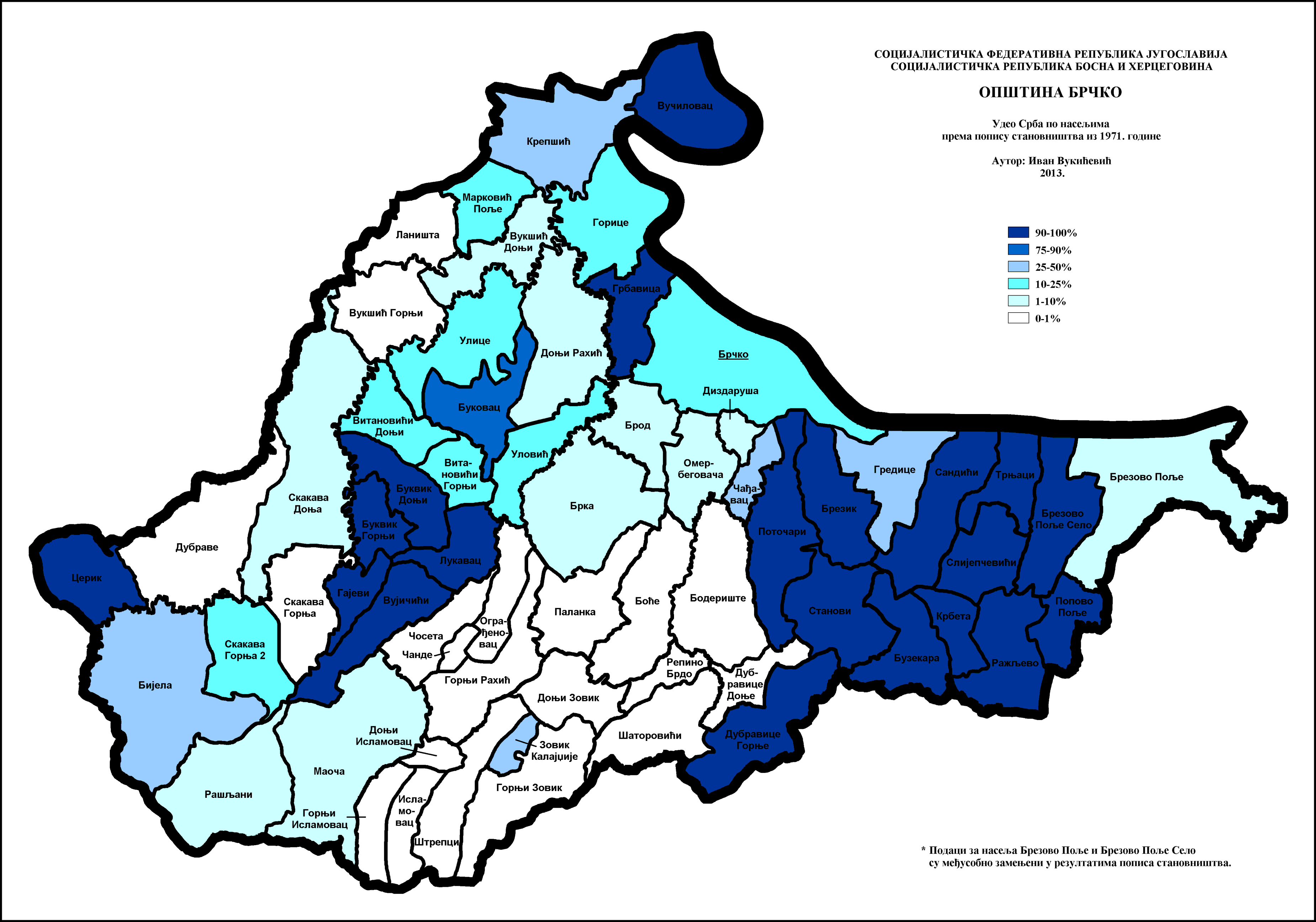
Tỷ lệ người Serb ở Brčko theo khu định cư năm 1971

điều tra dân số năm 1981

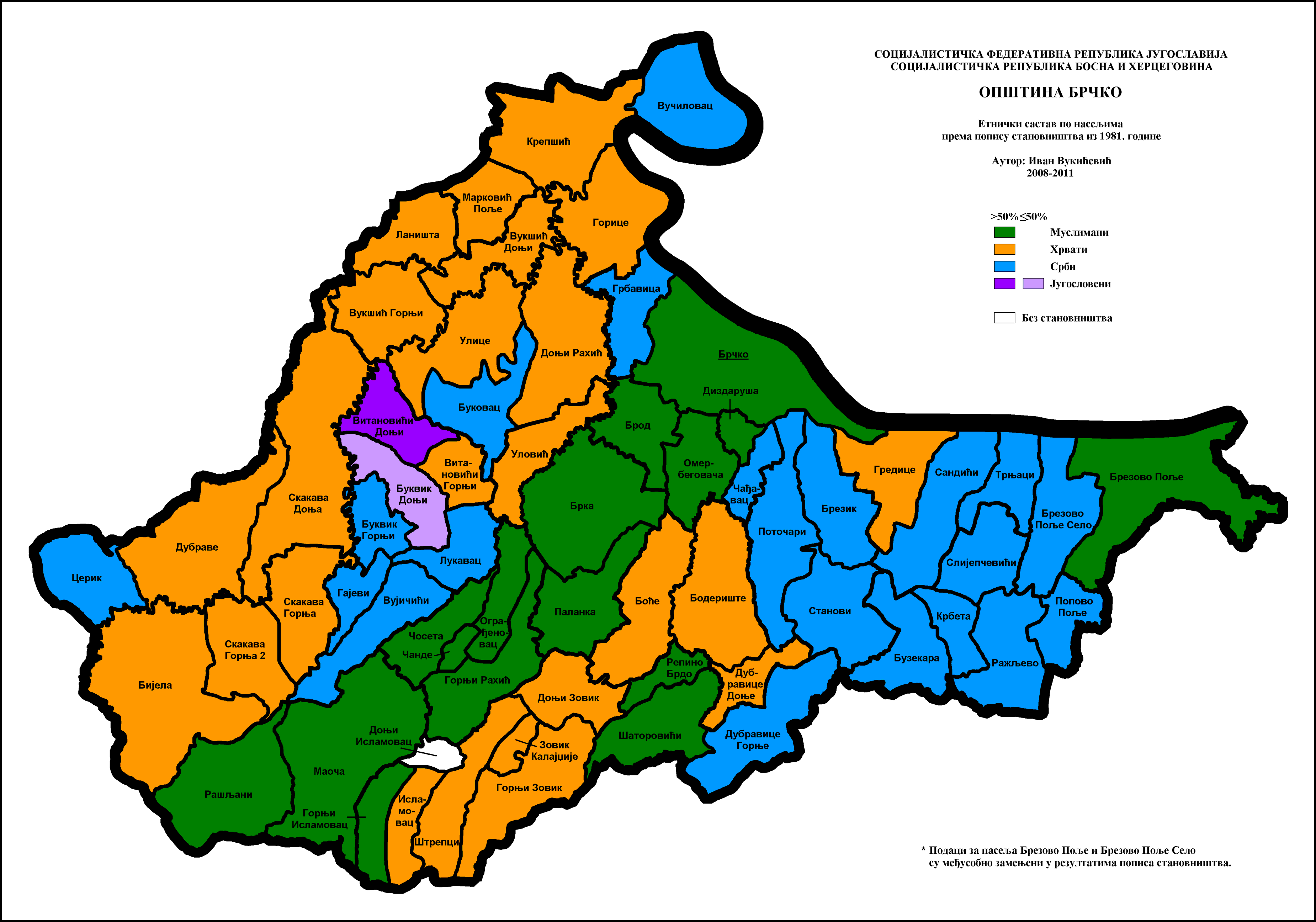
Cấu trúc dân tộc Brcko theo khu định cư 1981
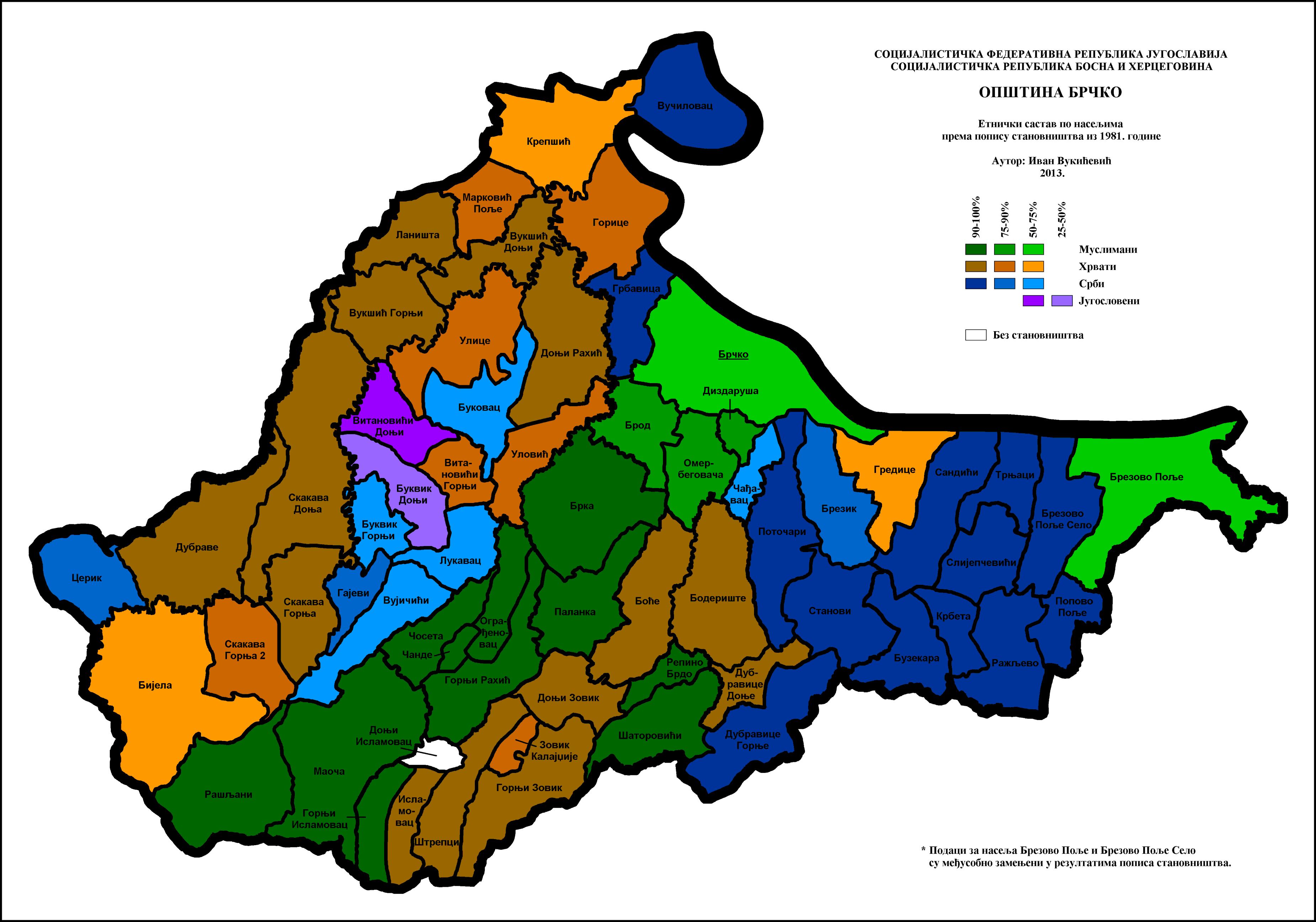
Cấu trúc dân tộc Brcko theo khu định cư 1981
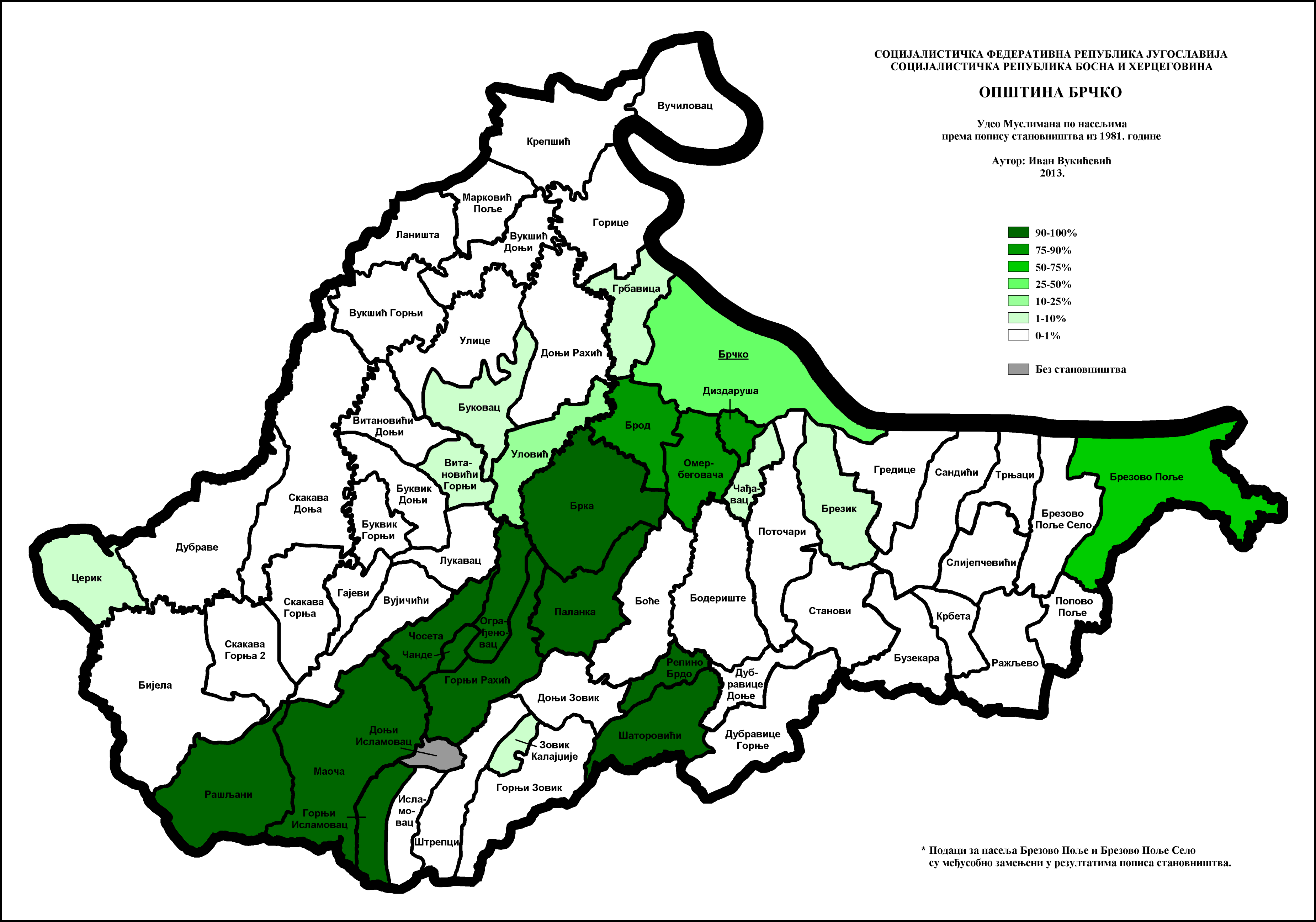
Tỷ lệ người Bosnia ở Brčko theo khu định cư 1981
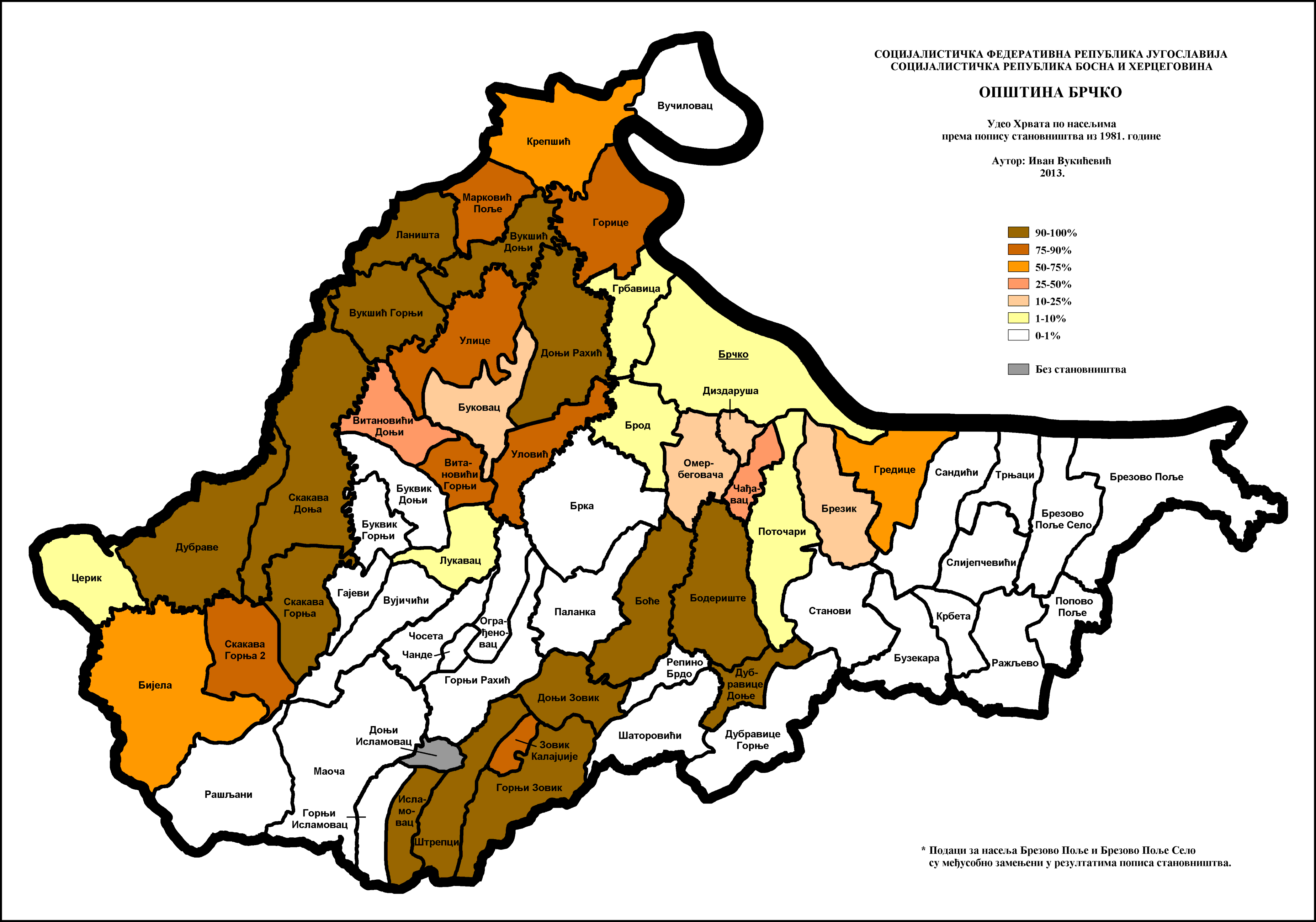
Tỷ lệ người Croatia ở Brčko theo khu định cư 1981
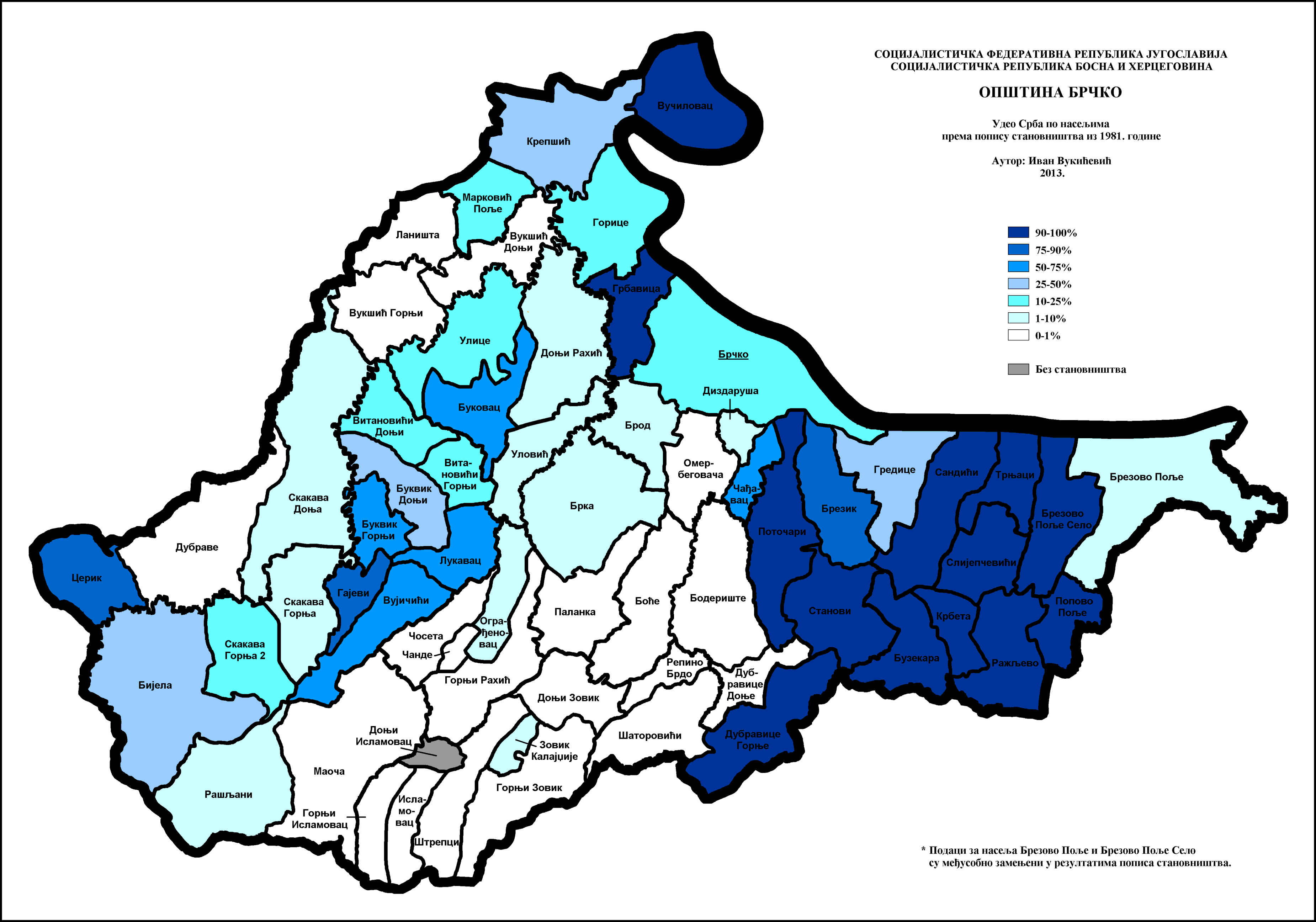
Tỷ lệ người Serb ở Brčko theo khu định cư 1981

điều tra dân số năm 1991

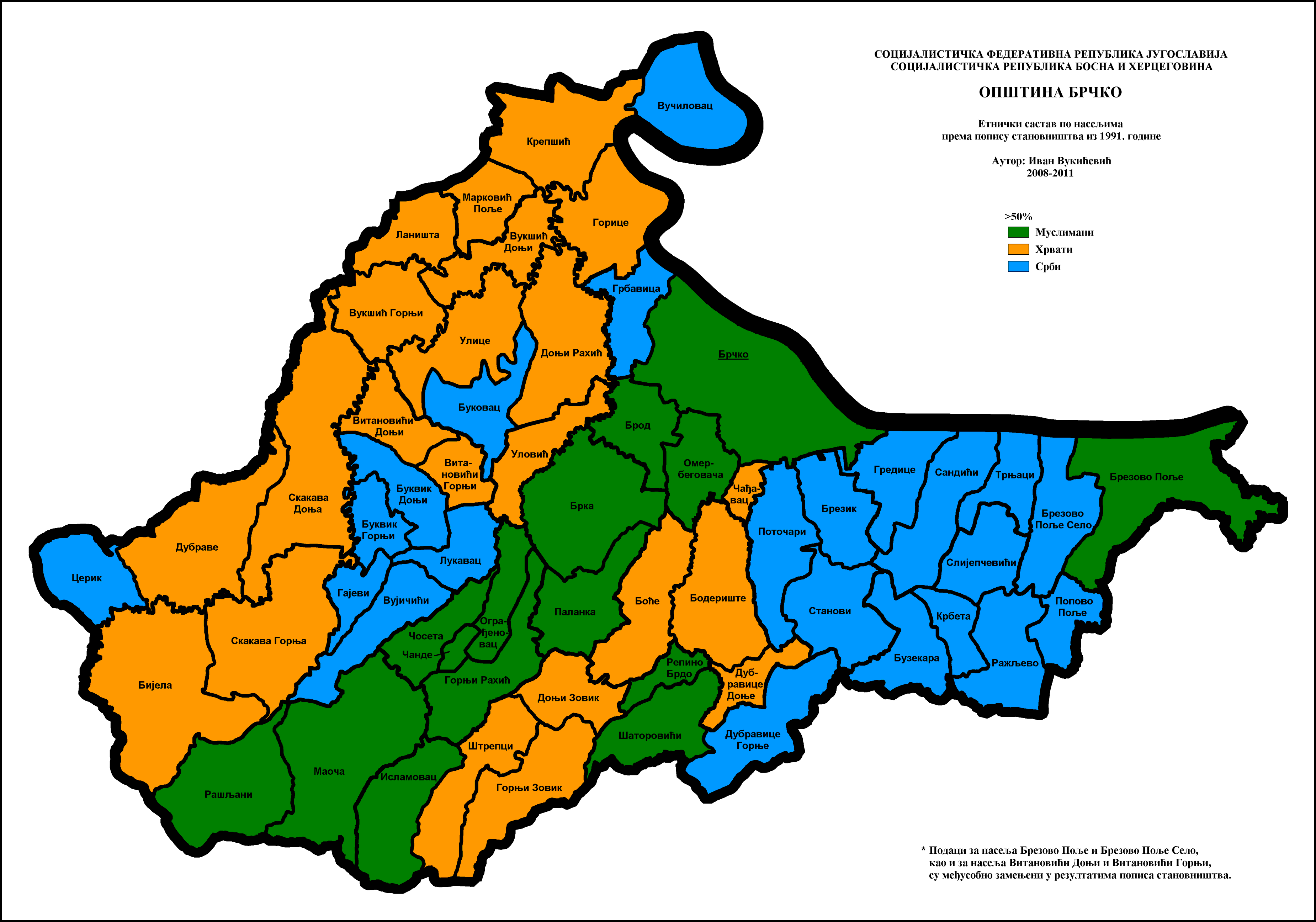
Cấu trúc dân tộc Brcko theo khu định cư 1991
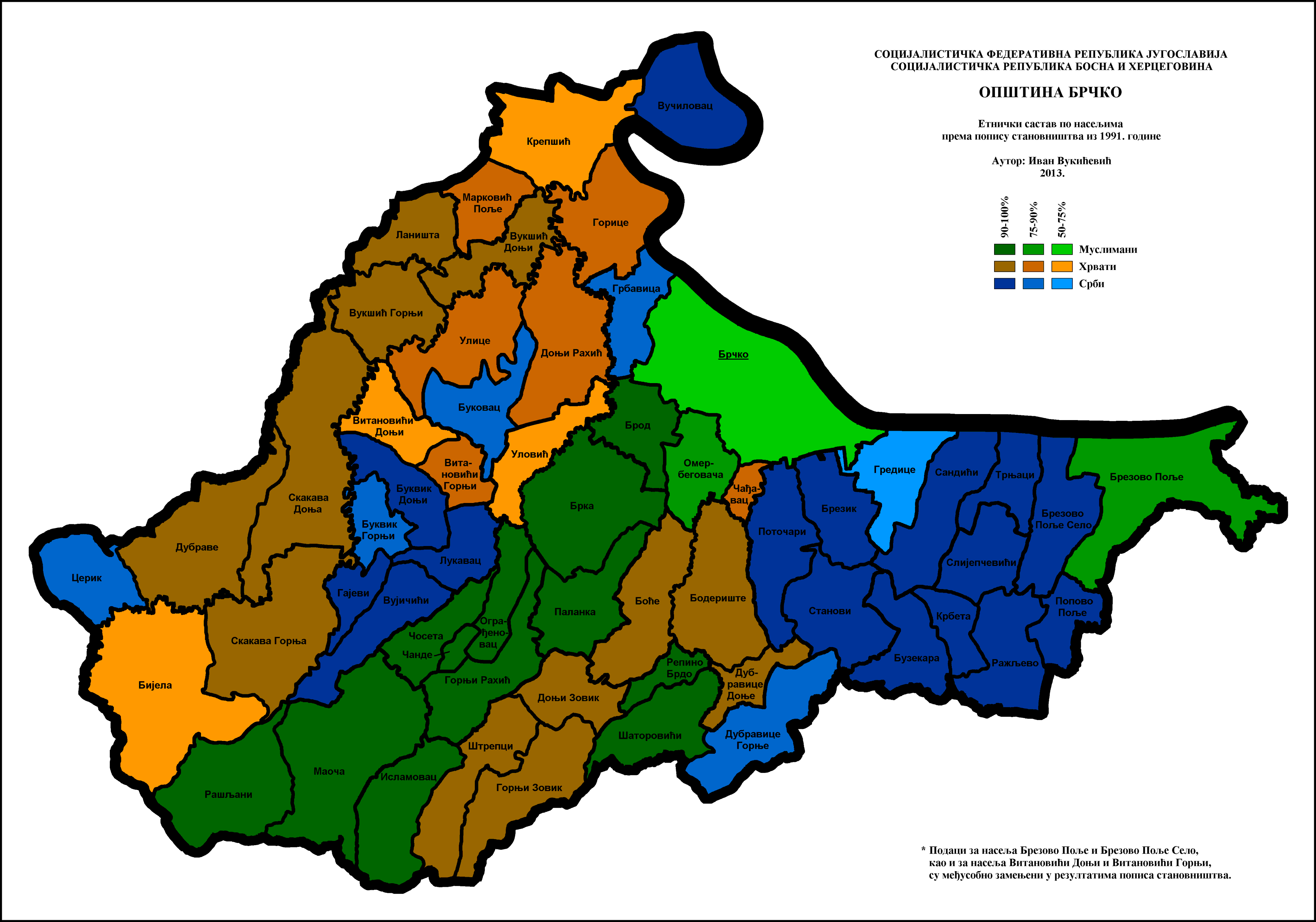
Cấu trúc dân tộc Brcko theo khu định cư 1991
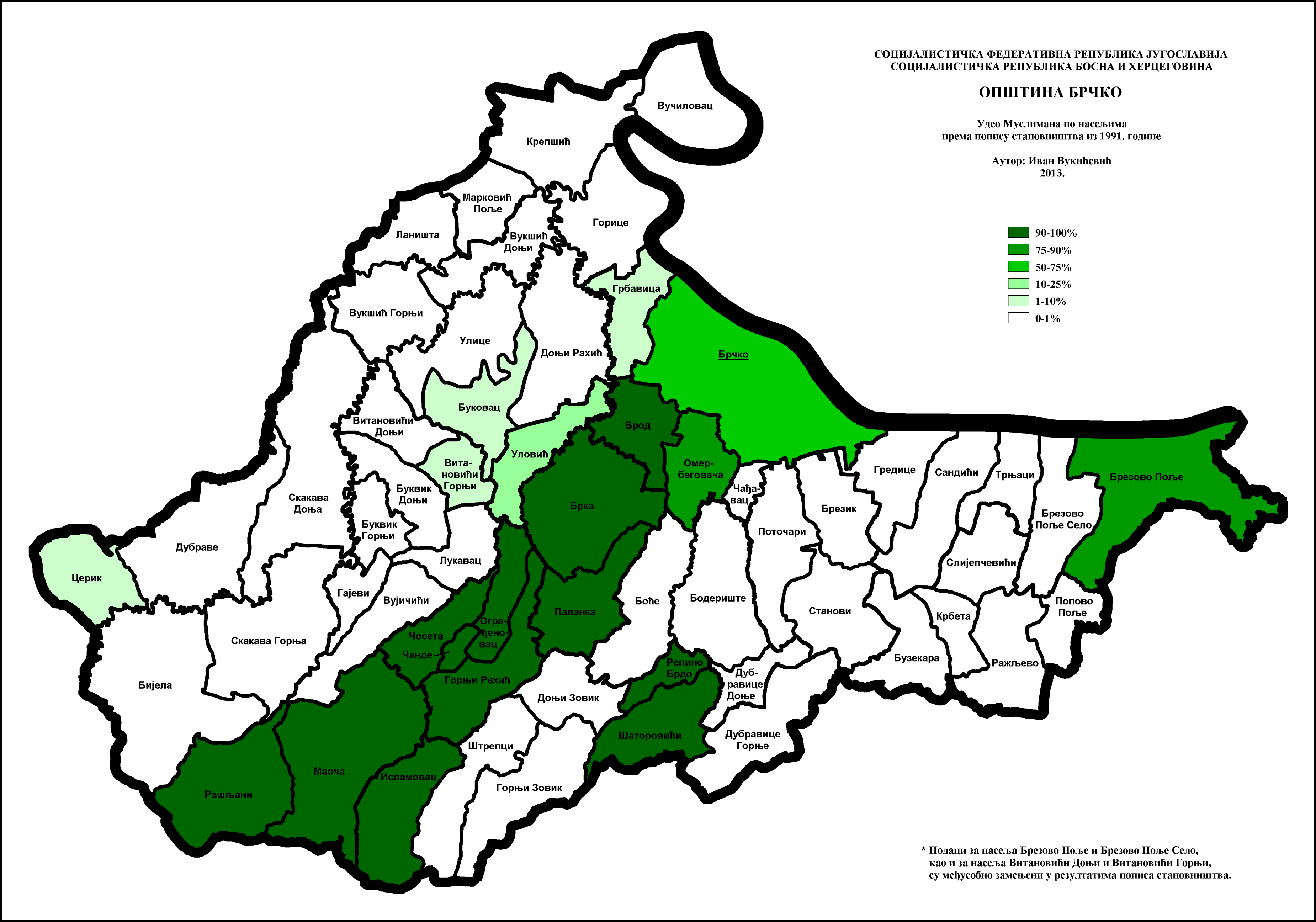
Tỷ lệ người Bosnia ở Brčko theo khu định cư 1991
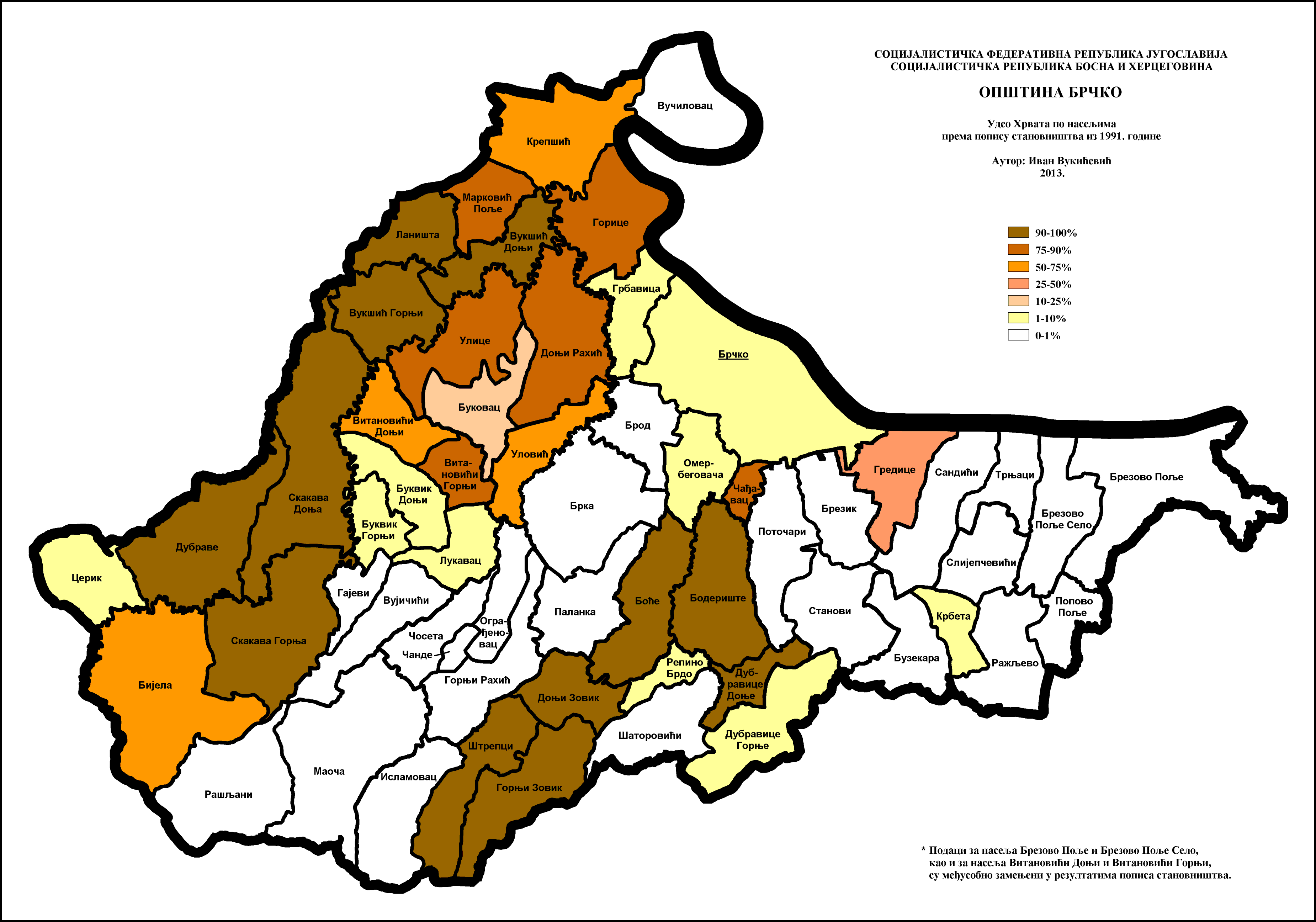
Tỷ lệ người Croatia ở Brčko theo khu định cư 1991
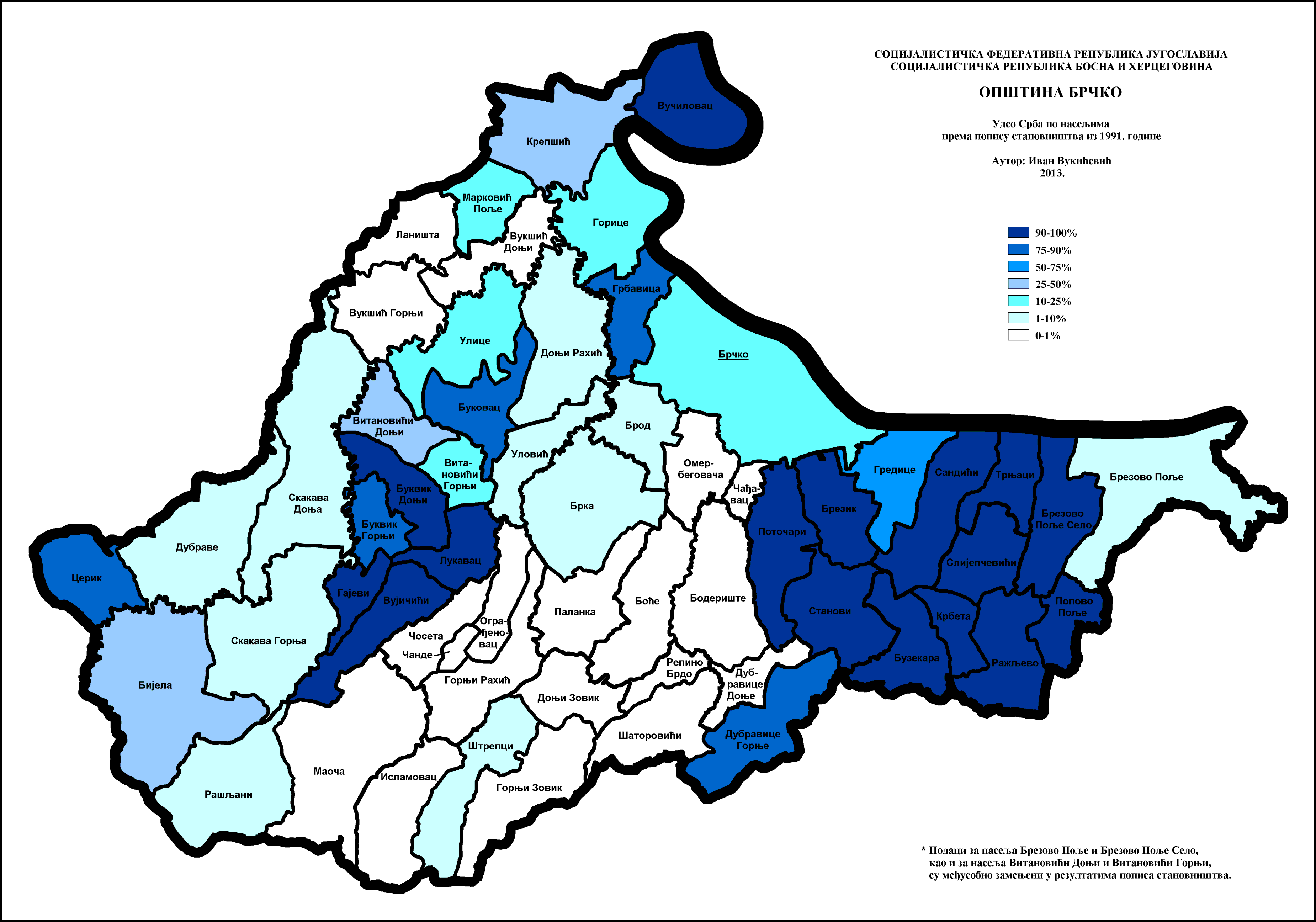
Tỷ lệ người Serb ở Brčko theo khu định cư 1991

điều tra dân số năm 2013

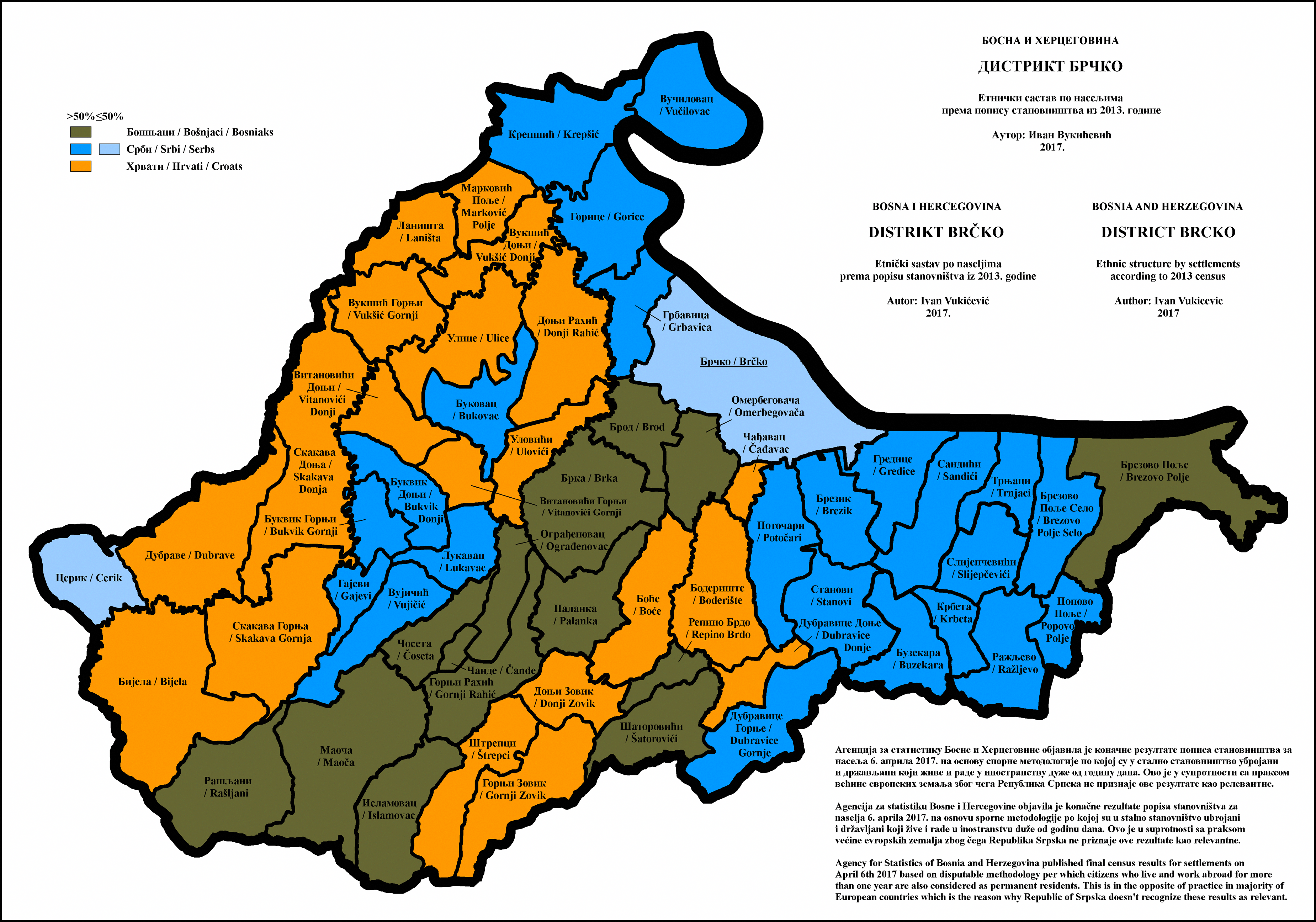
Cấu trúc dân tộc Brcko theo khu định cư 2013
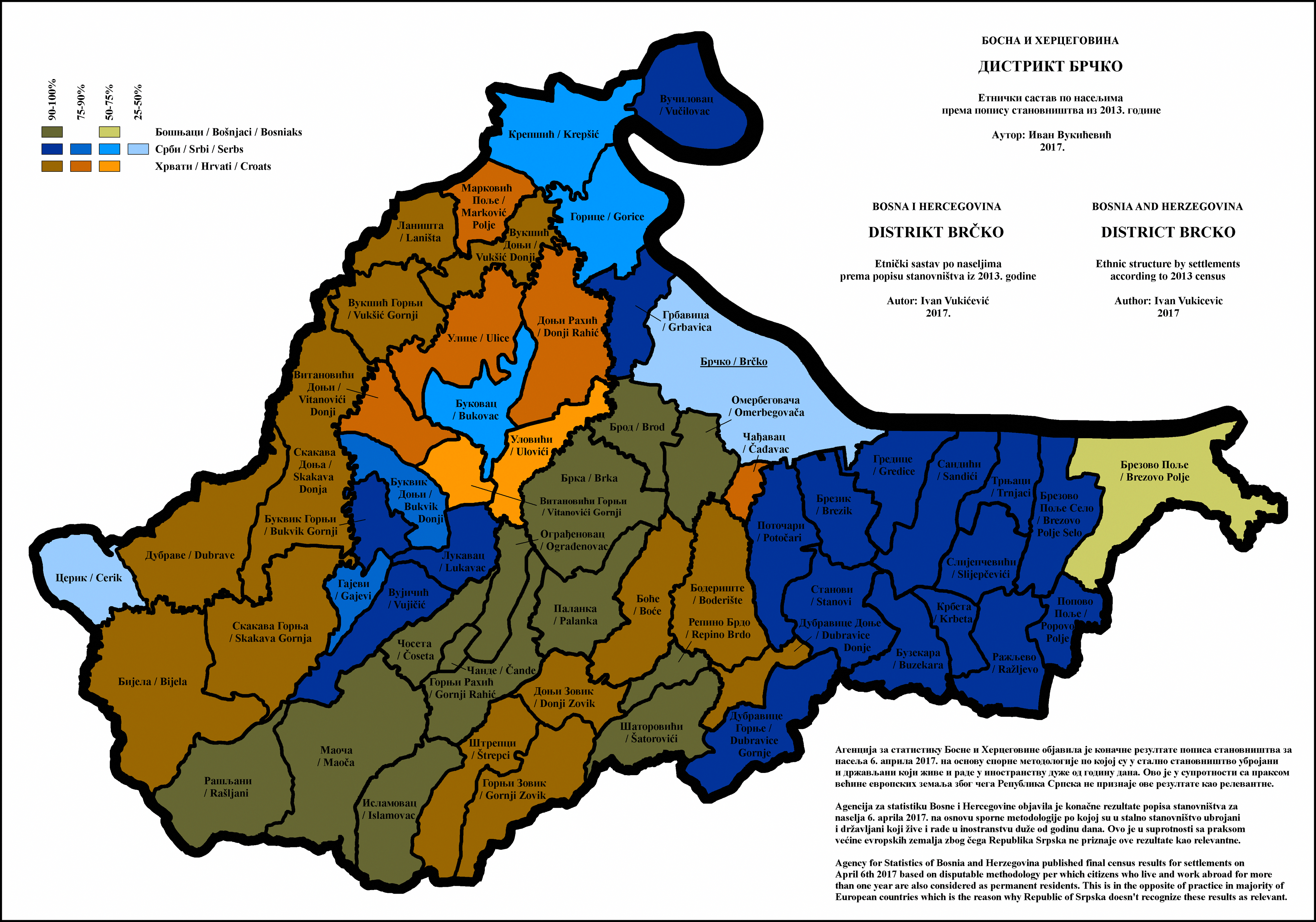
Cấu trúc dân tộc Brcko theo khu định cư 2013
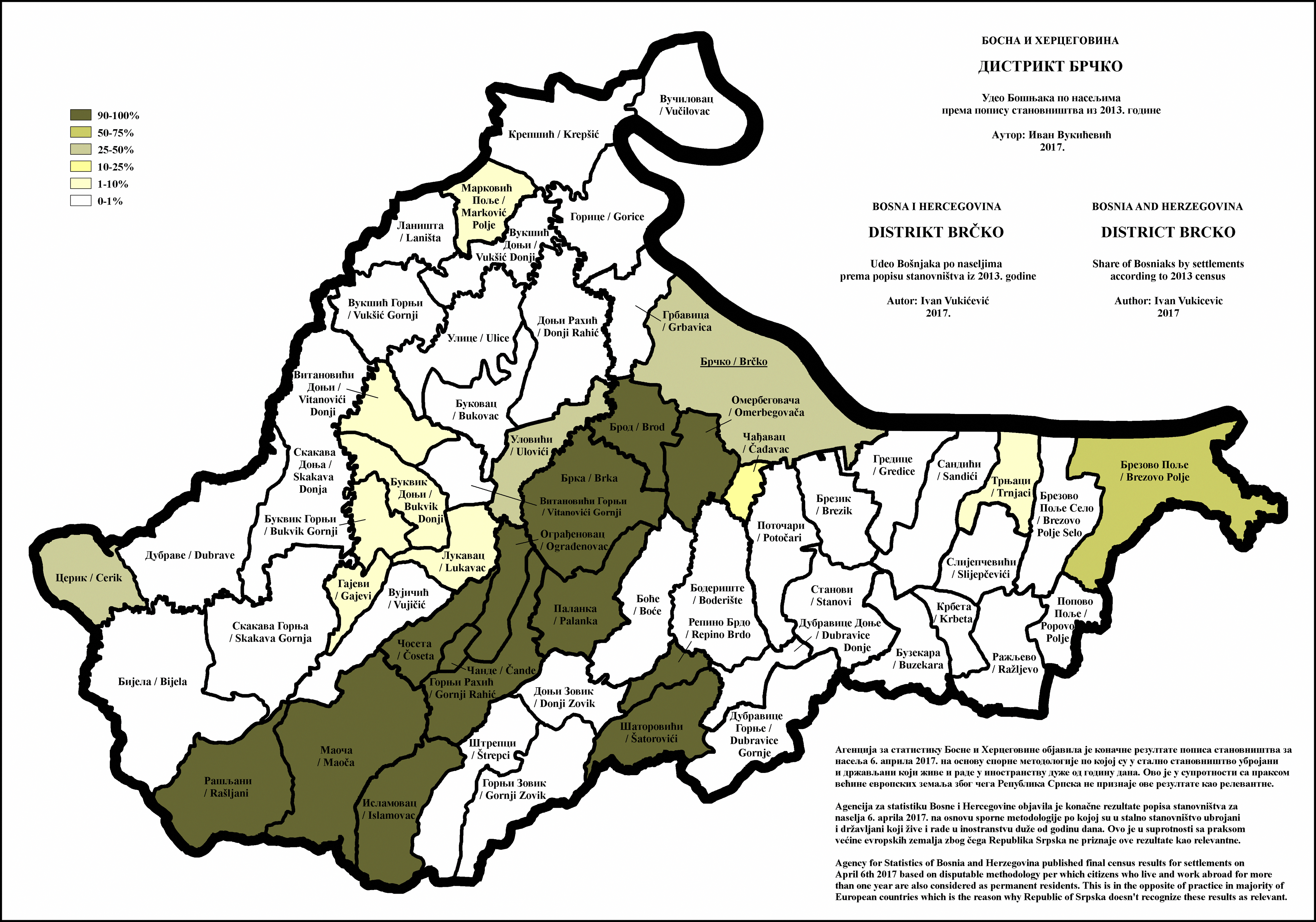
Tỷ lệ người Bosnia ở Brčko theo khu định cư 2013
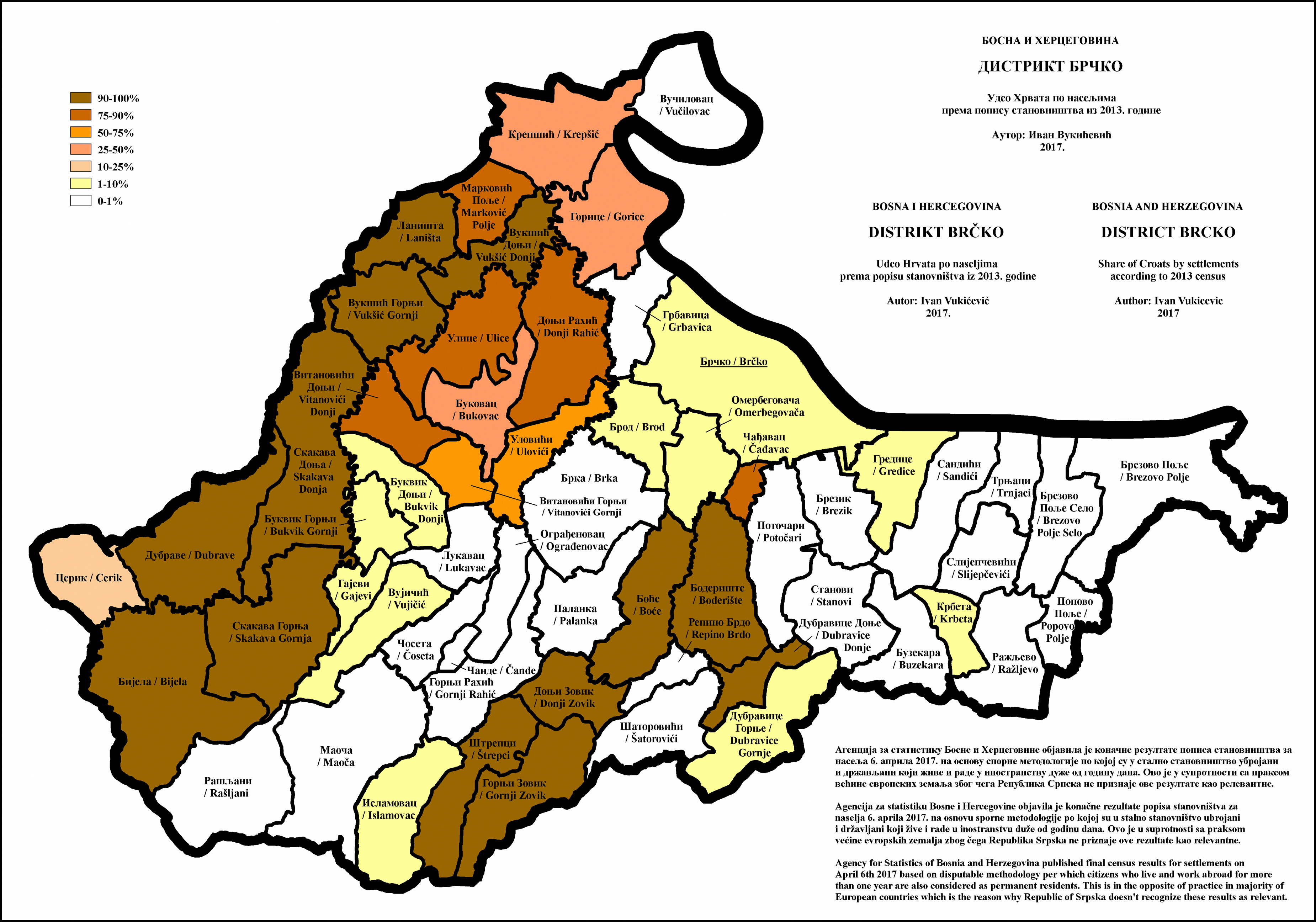
Tỷ lệ người Croatia ở Brčko theo khu định cư 2013
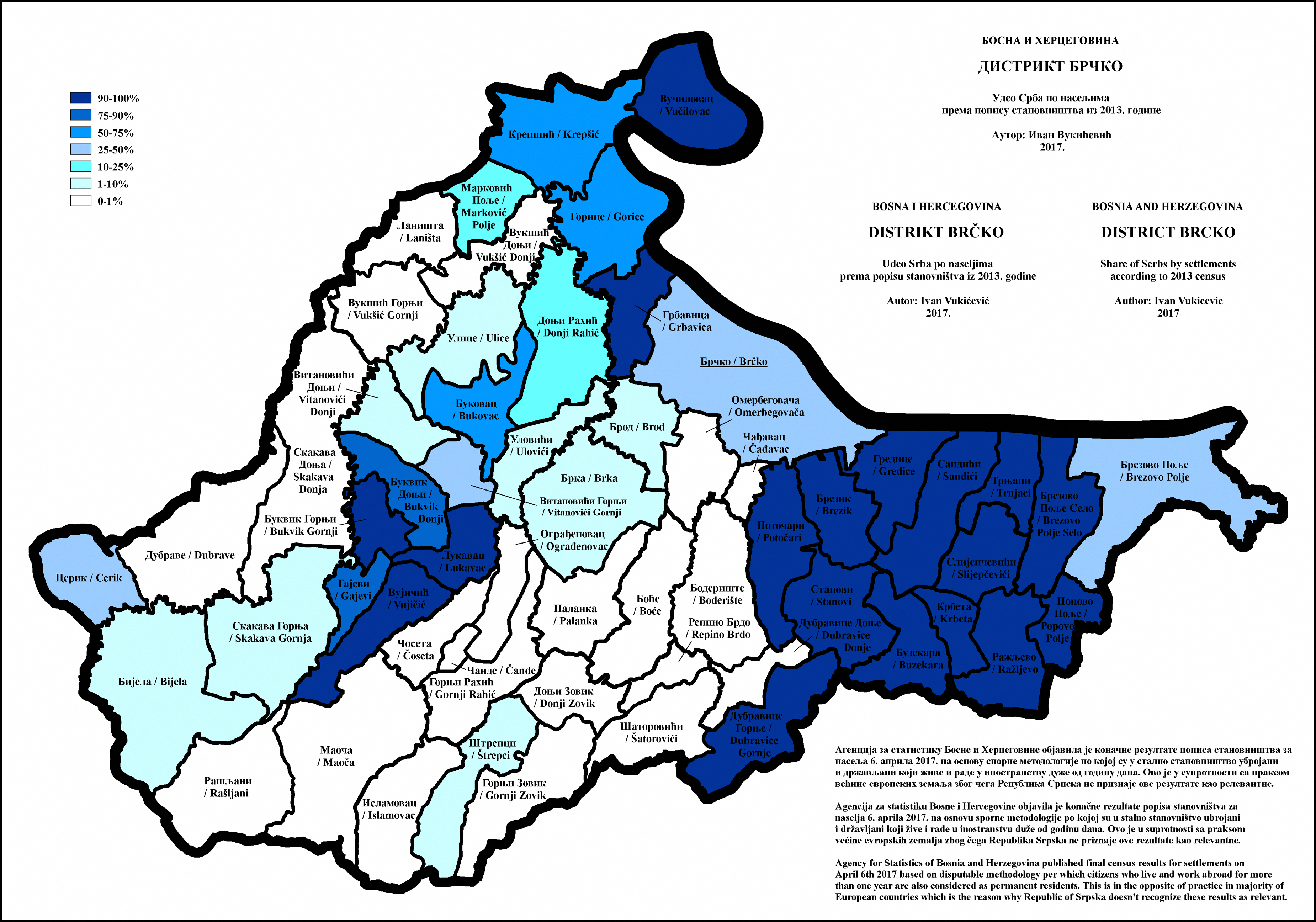
Tỷ lệ người Serb ở Brčko theo khu định cư 2013

## Vị trí
Huyện Brčko có 59 địa phương:
{{cột|số=5|
- Cắt xén
- Boće
- Boderista
- Brcko
- Brezik
- Brezovo Polje
- Con dấu Brezovo Polje
- Brka
- Brod
- Bukovac
- Bukvik Donji
- Bukvik Gornji
- Buzekara
- Cerik
- Čađavac
- Cande
- Čoseta
- Donji Rahić
- Donji Zovik
- Dubrave
- Dubravice Donje
- Dubravice Gornje
- Gajevi
- Gorice
- Gornji Rahić
- Gornji Zovik
- Grbavica
- Gredice
- Hồi giáo
- Krbeta
- Krepšić
- Laništa
- Lukavac
- Maoča
- Markovic Polje
- Ograđenovac
- Omerbegovača
- Palanka
- Bạch tuộc phổ biến
- Potočari
- Rašljani
- Ražljevo
- Repino Brdo
- Sandici
- Skakava Donja
- Skakava Gornja
- Slijepčevići
- Stanovi
- Šatorovići
- Štrepci
- Trnjaci
- Ulice
- Ulović
- Vitanovići Donji
- Vitanovići Gornji
- Vucilovac
- Vujičići
- Vukšić Donji
- Vuksic Gornji

## Chính phủ và Chính trị
Có 29 ghế trong Hội đồng quận Brčko. Ghế được phân bổ như sau cho mỗi bên:
- 6 ghế của Đảng Dân chủ Serbia
- 5 ghế từ Đảng Dân chủ Xã hội
- 4 ghế từ Đảng Hành động Dân chủ
- 3 ghế trong Liên minh Dân chủ Croatia
- 3 ghế từ Đảng vì Bosnia và Herzegovina
- 2 ghế trong Liên minh các Đảng viên Đảng Dân chủ Xã hội Độc lập
- 2 ghế từ Đảng Nông dân Croatia
- 2 ghế từ Đảng Xã hội Cộng hòa Srpska
- 1 ghế từ Đảng Dân chủ
- 1 vị trí ứng viên độc lập

Theo dân tộc:
- 13 Người Bosnia
- 11 Người Serb
- 5 tiếng Croatia

## Người giám sát
Một giám sát viên quốc tế đã được bổ nhiệm cho quận Brčko. Ông cũng là Phó Đại diện cấp cao. Vị trí này đã bị đình chỉ vào năm 2012. "Các giám sát viên" sau đây đã đảm nhận vị trí này:
1. USA Robert William Farrand,7 tháng 3 1997 - 2 tháng 6 2000
2. USA Gary L. Matthews, 2 tháng 6 2000 - 14 tháng 3 2001
3. GER Gerhard Sontheim, 14 tháng 3 2001 - 20 tháng 4 2001 (tạm thời)
4. USA Henry Lee Clarke, 20 tháng 4 2001 - 1 tháng 10 2003
5. GER Gerhard Sontheim, 1 tháng 10 2003 - 16 tháng 1 2004 (tạm thời)
6. USA Susan Rockwell Johnson, 16 tháng 1 2004 - 1 tháng 10 2006
7. USA Raffi Gregorian, 1 tháng 10 2006 - 2 tháng 8 2010
8. GER Gerhard Sontheim, 2 tháng 8 2010 - 22 tháng 9 2010 (tạm thời)
9. USA Roderick Moore, 22 tháng 9 2010 - ?

## Thị trưởng
Các thị trưởng sau đây nắm quyền trong quận:
1. Miodrag Pajić (tiếng Serbia) 1993 - 13 tháng 11 1997
2. Borko Reljić (tiếng Serbia) 13 tháng 11 1997 - 15 tháng 4 1999
3. Sinisa Kisić (tiếng Serbia) 15 tháng 4 1999 - 12 tháng 11 2003
4. Ivan Krndelj (tiếng Croatia) 12 tháng 11 2003 - 3 tháng 12 2003
5. Branko Damjanac (tiếng Serbia) 3 tháng 12 2003 - 8 tháng 12 2004
6. Mirsad Djapo (Bosniak) 8 tháng 12 2004 - 12 tháng 2 2009
7. Dragan Pajić (tiếng Serbia) 12 tháng 2 2009 - ?

## Những con người phi thường
- Edo Maaika —rapper
- Mladen Petrich  là một cầu thủ bóng đá quốc tế người Croatia
- Vesna Pisarovych  là một ca sĩ nhạc pop
- Lepa Brena  là ca sĩ
- Edvin Kanka Čudić  là một nhà bảo vệ nhân quyền từ Bosnia
- Anil Dervišević — Chủ câu lạc bộ bóng chuyền "Denver-Area", huấn luyện viên đội bóng chuyền nữ Bosnia và Herzegovina
- Jenana Sheganovich  là một nghệ sĩ dương cầm
- Anton Maglika  là một cầu thủ bóng đá người Croatia
- Jasmin Imamovich  là một chính trị gia
- Natasha Voynovich  là một người mẫu serbia
- Mato Tadic  là một thẩm phán
- Brankica Mykhailovych  là vận động viên bóng chuyền người Serbia, nhà vô địch thế giới và châu Âu, huy chương bạc tại Thế vận hội Mùa hè 2016
- Ines Jankovic  là một nhà thiết kế thời trang người Serbia
- Nikola Kovach  là một game thủ chuyên nghiệp Counter-Strike: Global Offensive